# Marco Polo
Pour les articles homonymes, voir Marco Polo (homonymie).
Marco Polo ou Marc Pol (né le 15 septembre 1254 à Venise et mort probablement en janvier 1324 à Venise) est un célèbre marchand, explorateur, diplomate, ethnologue et écrivain vénitien, de la période des préludes des grandes découvertes, devenu mondialement célèbre pour une des plus anciennes descriptions qu'il a données de l'empire sino-mongol du Khagan Kubilai Khan, avec son Livre de Marco Polo (ou Le Devisement du Monde ou Livre des Merveilles) de 1298, recopié et traduit avec succès en de nombreuses langues.
À l'âge de 17 ans, Marco Polo part en 1271 avec ses père et oncle, les frères Niccolò et Matteo Polo, retournant en Chine, en suivant les routes de la soie et des épices jusqu'à Pékin, pendant 3 ans et demi, pour retrouver le Grand Khan Kubilai qui les avait missionnés auprès du pape. En Chine, Marco Polo devient « ambassadeur-messager » de l'empereur, c'est-à-dire émissaire impérial dans tout son empire, pendant 17 ans. Puis il revient à Venise, après 24 ans de voyages, chargé de « messages à tous les rois de l'Occident chrétien ».
Arrivé en 1295, à peine de retour, il est fait prisonnier par les Génois (en guerre contre Venise), semble-t-il en 1298. Durant son emprisonnement au Palazzo San Giorgio de Gênes, il rédige en français avec son compagnon de cellule-écrivain Rustichello de Pise ses souvenirs et descriptions d'Asie et des États de Kubilai. Il n’était pas le premier Européen à se rendre à la cour de l'empereur mongol, mais il est le premier à décrire des réalités chinoises, tel le papier monnaie. Il décrit aussi des lamaseries et mentionne le Japon (Cipango) jusqu'alors inconnu en Europe. Son récit a influencé Christophe Colomb et d'autres voyageurs-explorateurs. L'Atlas catalan et la carte de Fra Mauro sont établis en partie sur la foi de son récit.
Marié, père de trois filles, il meurt en 1324, à l'âge de 69 ans, et repose dans l’église San Lorenzo de Venise.

## Biographie

Armoiries de la famille Polo, patricienne de Venise.

Marco Polo est né le 15 septembre 1254, probablement à Venise, dans une famille patricienne de la république de Venise (famille Polo). Il n'est pas élevé par son père Niccolò Polo, négociant vénitien spécialisé dans le grand commerce oriental et très souvent absent, mais par son grand-père Andréa Polo, lui aussi grand commerçant selon le modèle typique du capitalisme familial. Son père et son oncle Niccolò et Matteo Polo partent en effet en 1260 pour le quartier vénitien de Constantinople (capitale de l'Empire latin de Constantinople) où ils possèdent plusieurs comptoirs Vénitiens. Lorsque Constantinople est reprise en 1261 par les forces de l'empire de Nicée de Michel VIII Paléologue qui chassent les Latins de la ville, Niccolò et Matteo Polo cherchent d'autres débouchés et routes commerciales en Asie centrale en s'installant dans le petit comptoir de Soldaïa, sur les bords de la mer Noire, qui vient de s'ouvrir aux marchands européens avec la quatrième croisade.

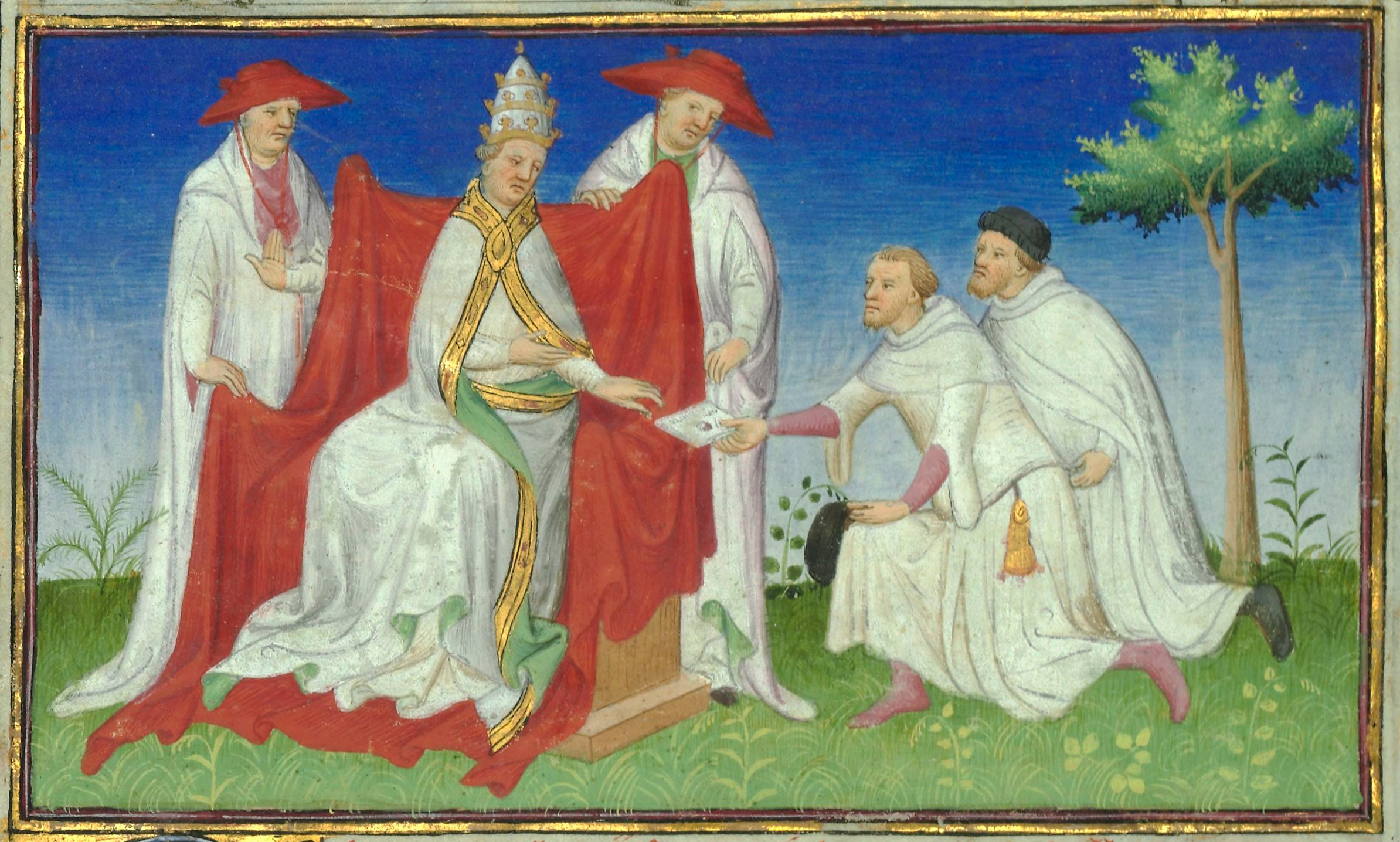
Niccolò et Matteo Polo, avec le pape Grégoire X, Le Livre de Jean de Mandeville de 1356.

Marco Polo a quinze ans lorsque son père et son oncle reviennent en 1269 d'un long voyage en Asie centrale où ils ont rencontré en Chine le premier empereur mongol de la dynastie Yuan, Kubilai Khan, petit-fils de Gengis Khan (fondateur de l'Empire mongol, le plus vaste empire continu de tous les temps) qui leur propose le monopole de toutes les transactions commerciales entre la Chine et la Chrétienté et demande en échange l'envoi d'une centaine de savants et artistes pouvant illustrer l'Occident chrétien. Ils sont porteurs d'un message de sympathie et de paix et de cette demande pour le pape, qui voit dans ces tribus (appelées alors tartares en Europe) depuis 1250 un possible allié dans la lutte des croisades contre l'expansion de l'islam. Pendant deux années, les deux frères, Niccolò et Matteo, vont attendre l'élection d'un nouveau souverain pontife, Grégoire X, le conclave s'éternisant depuis la mort de Clément IV en 1268.

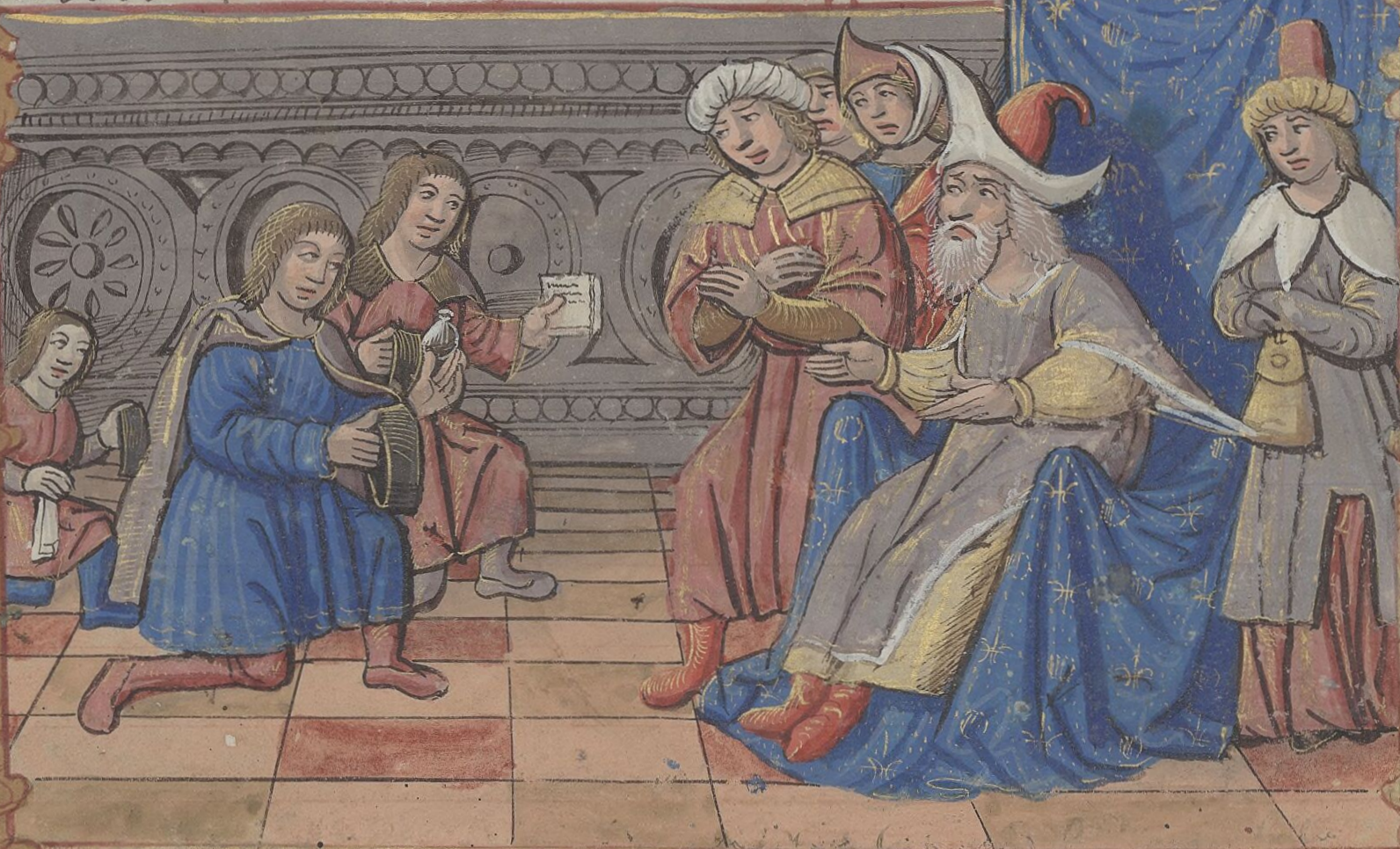
Kubilai Khan reçoit les frères Polo et Marco, à Shangdu en 1274, Le Livre de Marco Polo.

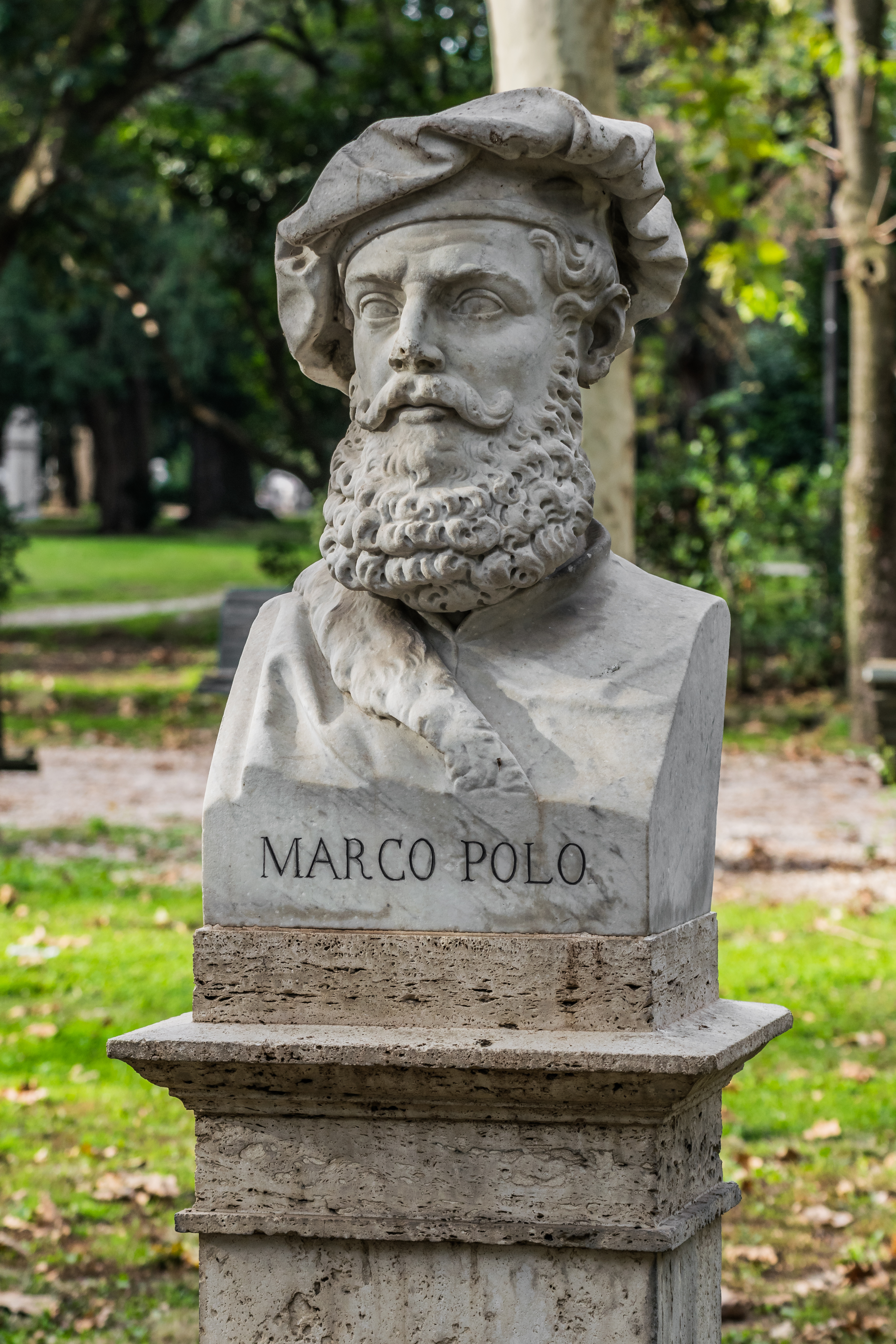
Buste de Marco Polo, des jardins de la Villa Borghèse de Rome.

En 1271, à titre de commerçants mais aussi d'ambassadeurs, ils quittent à nouveau Venise pour retourner en Chine en suivant la route de la soie et des épices, avec le jeune Marco. Ils sont accompagnés de deux dominicains menant une mission diplomatique au nom du pape, Nicolas de Vincenza et Guillaume de Tripoli, mais ceux-ci abandonneront l'expédition à Lajazzo par peur des rumeurs de guerre. À partir du comptoir vénitien de l'Ayas, ils empruntent la plus septentrionale des routes de la soie. Après trois ans de voyage, Marco Polo est reçu avec ses parents à la très fastueuse cour mongole, peut-être à Cambaluc. D'abord, semble-t-il, envoyé en légation avec son oncle dans la ville frontière de Ganzhou, à l'extrémité ouest de la Grande Muraille, où il fait ses classes (apprenant probablement le ouïghour), il devient ensuite un enquêteur-messager du palais impérial suzerain de la Chine, de l'Empire perse et de la Horde d'or. À ce titre il accomplira diverses missions pour le grand khan, tant en Chine que dans l'océan Indien (voir fonctions de M. Polo) : Corée, Birmanie, Sumatra, Cambodge, Viêt Nam (par contre il ne mentionne l'île de Cypango, le Japon, que par ouï-dire).

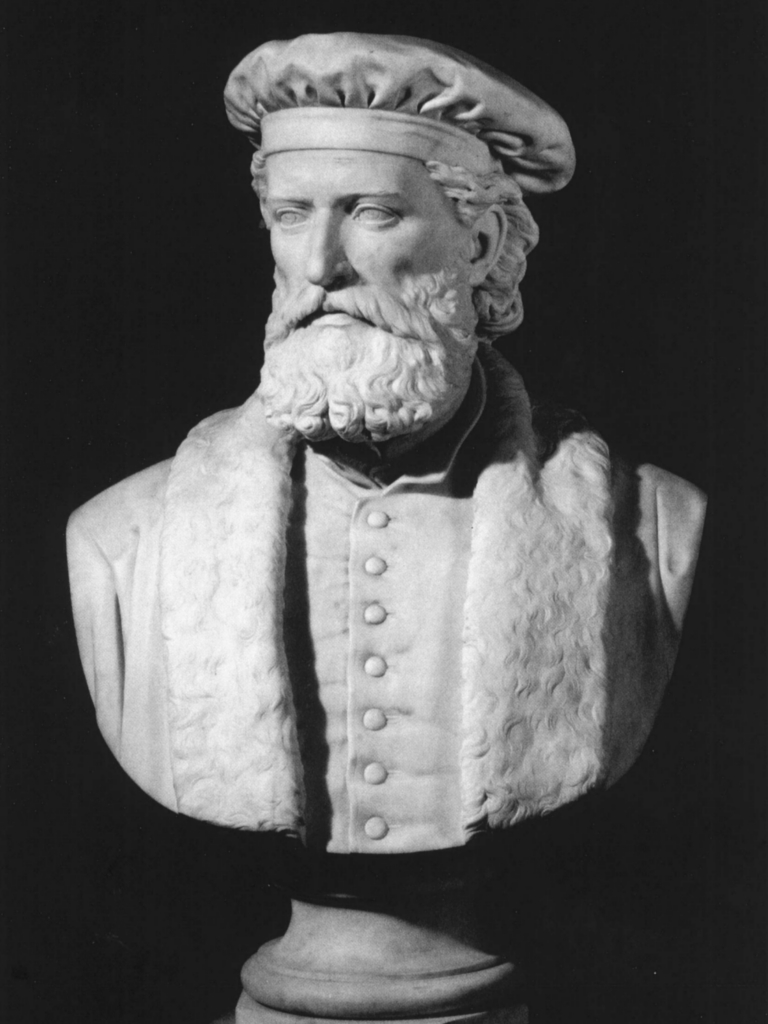
Buste de Marco Polo, de l'Institut vénitien des sciences, lettres et arts de Venise.

Vers la fin du règne de Kubilai Khan, Marco Polo et ses parents obtiennent le droit de retourner dans leur pays contre un dernier service officiel : en 1291 ils embarquent à destination de la Perse, où ils accompagnent la princesse Kokejin, promise par Kubilai Khan à l'ilkhan Arghoun d'Iran. Beaucoup d'incertitudes subsistent sur le trajet exact qu'il a suivi. En 1292, bloqué par la mousson d'hiver, il fait escale durant cinq mois à Perlak dans le nord de l'île de Sumatra (dans l'actuelle Indonésie). Il arrive à Ormuz au printemps 1293 et séjourne en Perse durant plusieurs mois. À Trébizonde, plus ou moins sous l'influence des Génois, il est dépouillé d'une partie de sa fortune.

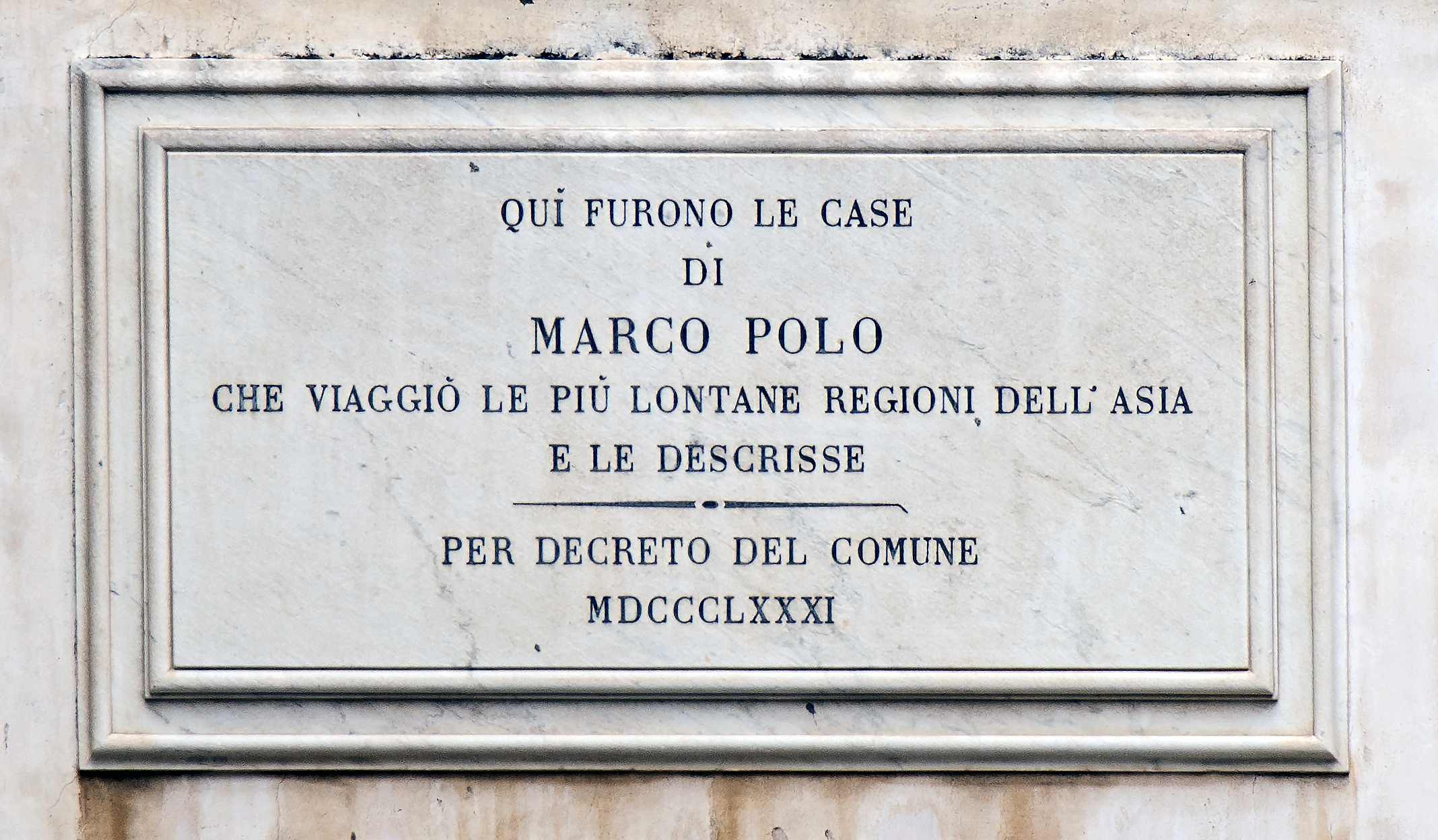
Plaque commémorative sur l'emplacement de l'ancienne Casa Polo de Venise

Rentrés à Venise en 1295, Marco et ses parents sont méconnaissables après 24 ans d'absence. La légende veut que, pour frapper l'imagination, ils aient offert à leurs parents et amis un grand banquet à l'issue duquel Marco se serait saisi des misérables vêtements tartares dont il était habillé et en aurait défait les coutures pour en extraire des pierres précieuses en quantité.

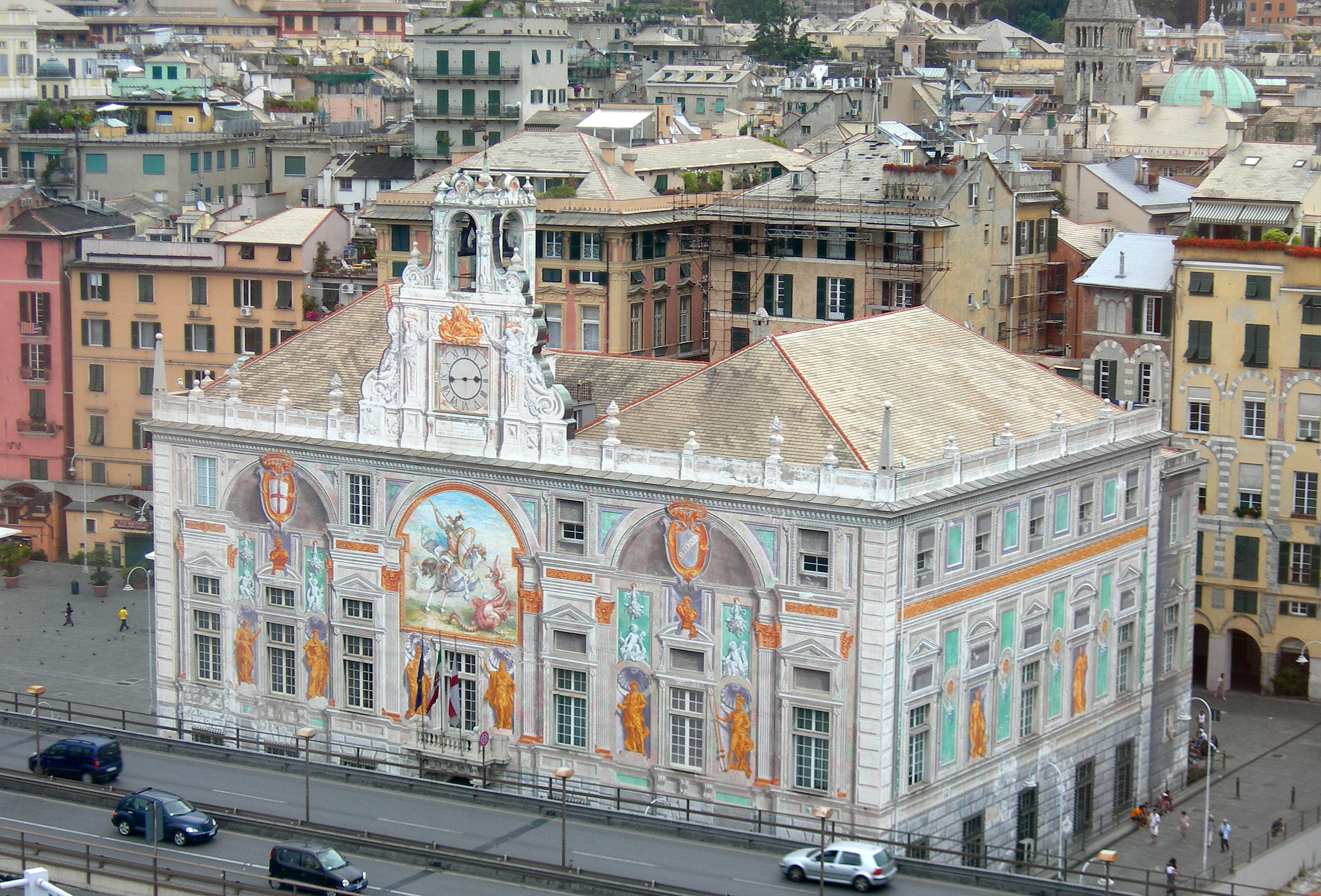
Palazzo San Giorgio de Gênes, où emprisonné, il rédige ses mémoires.

En 1296, la guerre vénéto-byzantine ayant éclaté entre Venise et Gênes, Marco Polo fait armer une galère pourvue d'une pierrière afin de participer au combat. Il est fait prisonnier, probablement lors d'une escarmouche, en 1296, au large de la Turquie, entre Adana et le golfe d'Alexandrette. Au cours de ses trois années d'emprisonnement au Palazzo San Giorgio de Gênes, devant l'intérêt que suscitent ses souvenirs d'Orient, il décide de les faire mettre par écrit par son compagnon de captivité, Rustichello de Pise. À cette fin, selon Ramusio, il aurait demandé à son père de lui faire parvenir les carnets de notes qu'il avait rapportés de son voyage. Rustichello date son récit de 1298.

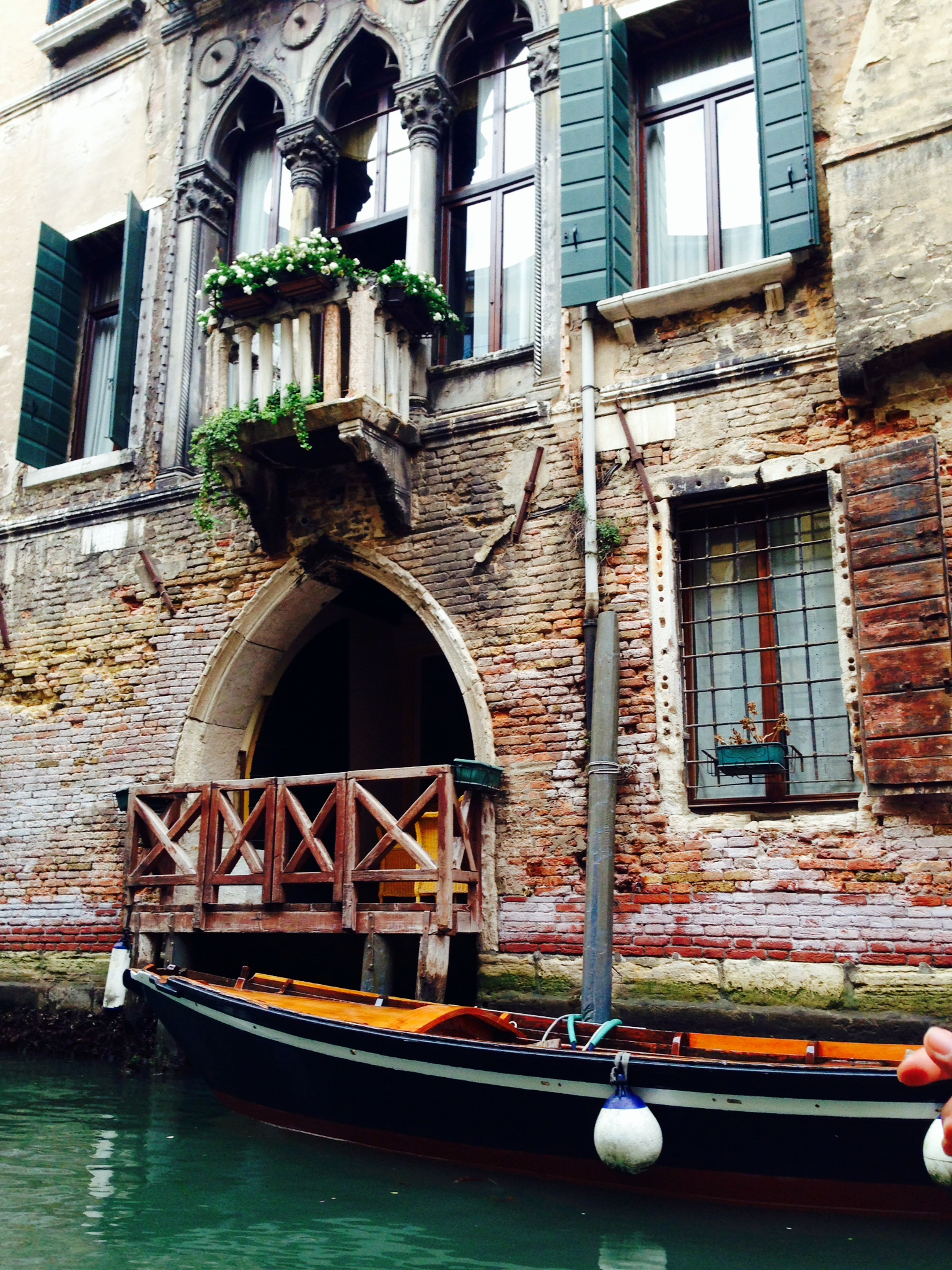
Reconstitution de la Casa Polo de Venise.

En 1299, avec la signature de la paix entre Gênes et Venise, Marco est libéré. Il épouse alors Donata Badoer (en), dont il aura trois filles. Sans doute fut-il, comme patricien, membre du Grand Conseil de Venise, mais on ignore quel rôle il joua dans la création en 1310 du Conseil des Dix (institution secrète peu ordinaire qui ressemble au Tchoû-mi-Yuan, le conseil de sécurité de Kubilai). Marco Polo vit alors à Venise dans la Casa Polo (quartier de Cannaregio, maison familiale détruite par un incendie en 1598) où il vit désormais comme un commerçant prospère mais prudent, bien loin de l'image du grand explorateur.

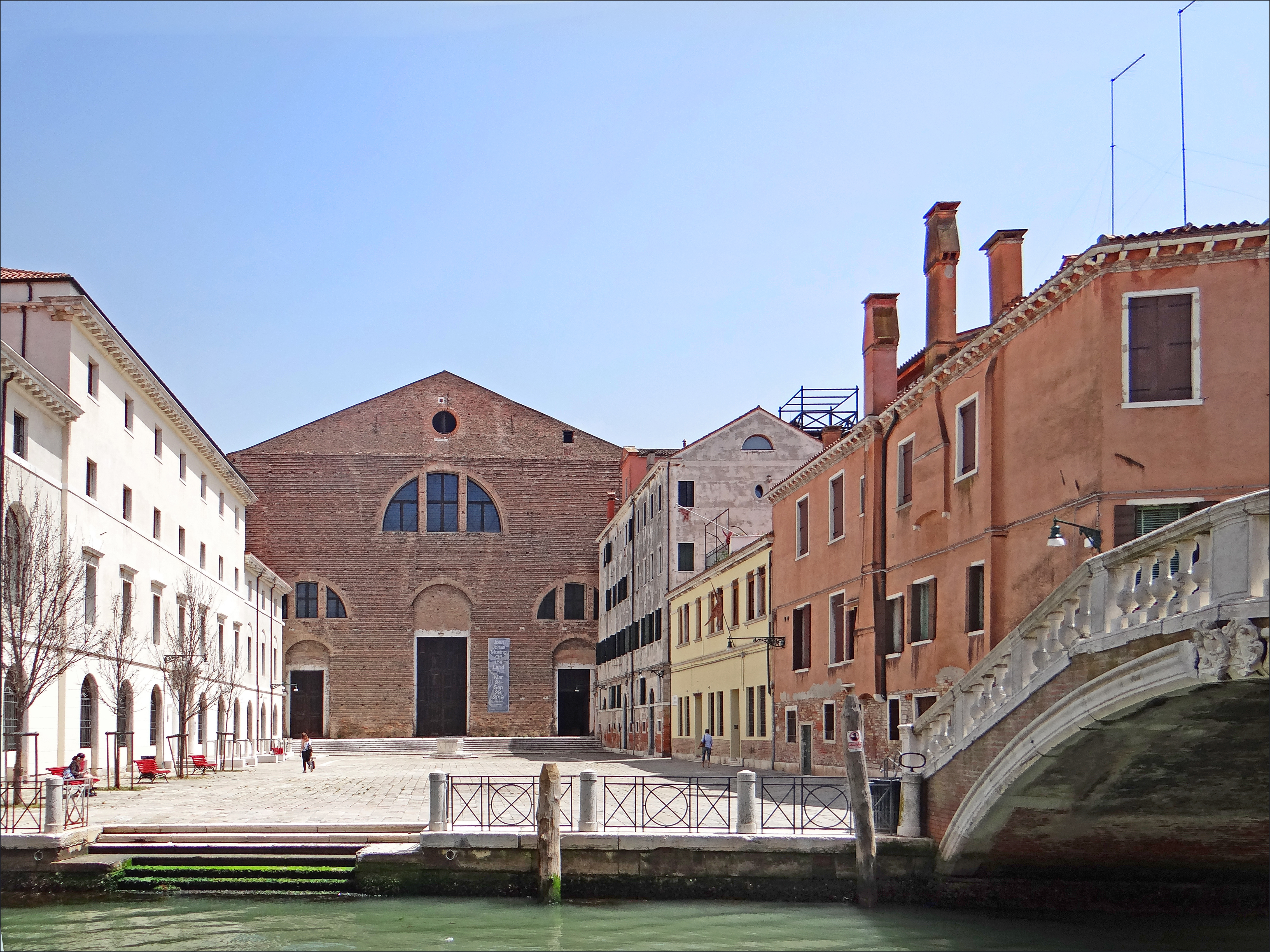
Église San Lorenzo de Venise.

Tombé malade, il dicte son testament le 8 janvier 1324. Le texte, qui en a été conservé, précise notamment qu'il lègue 5 lires à chacun des couvents installés sur le Rialto et 4 lires à chacune des guildes dont il est membre. Il libère aussi Pierre, son « serviteur tartare », et veut qu'il lui soit payé 100 lires. Il est enterré comme son père à l'église San Lorenzo de Venise, mais sa tombe a disparu à la suite de différentes restaurations de l'édifice,. Son testament permet d'estimer la fortune qu'il laisse, soit 10 000 ducats, ce qui ne le situe pas parmi les plus riches marchands de Venise.

## Le Livre de Marco Polo

### Les voyages du père de Marco Polo

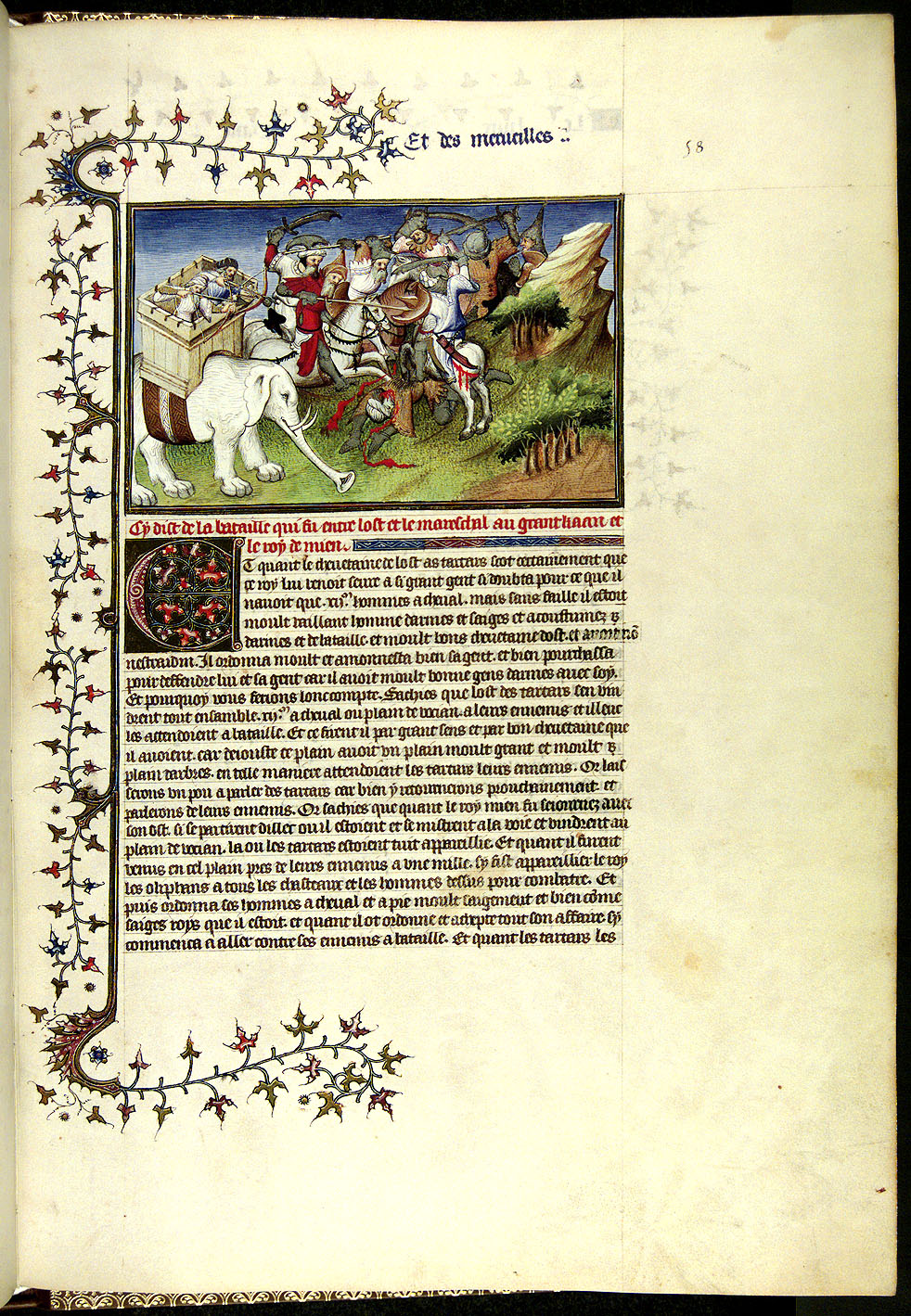
Le Livre de Marco Polo (1298)

Partis de Venise avant la naissance de Marco, Niccolò et Matteo Polo achètent vers 1255 des pierres précieuses à Constantinople (alors sous administration vénitienne) et en Crimée (où résidait leur frère), puis vont les vendre à la cour du khan de Russie, sur la Volga, où ils restent un an. Ils poussent jusqu'à Boukhara (alors capitale perse d'Asie centrale) où ils restent trois ans. Un enquêteur-messager de Kubilai ou de l'ilkhan d'Iran les invite à se présenter au grand khan, en qualité d'Européens.
Compte tenu du contexte des croisades et des prémices des grandes découvertes, l'historien Pierre Racine doute que le voyage des Polo ait été de simple nature commerciale :

« L’on doit alors s’interroger sur le but véritable des Polo lors de leur première expédition. Outre les intérêts commerciaux, n’y avait-il pas chez eux le désir d’approcher les Mongols à des fins politiques ? N’avait-il pas une sorte de mission à remplir ? Ils seraient en quelque sorte venus relayer des religieux qui, tels Jean de Plan Carpin, Guillaume de Rubrouck et André de Longjumeau, avaient été chargés de se renseigner sur ce peuple encore mal connu en Europe ? Le texte de Marco demeure fort silencieux à ce sujet. Ce qui transparaît cependant mérite d’être retenu. Des Européens voulaient approcher les Mongols et nouer un accord avec eux, tout en constatant qu’il y avait chez ce peuple conquérant une culture à découvrir. »

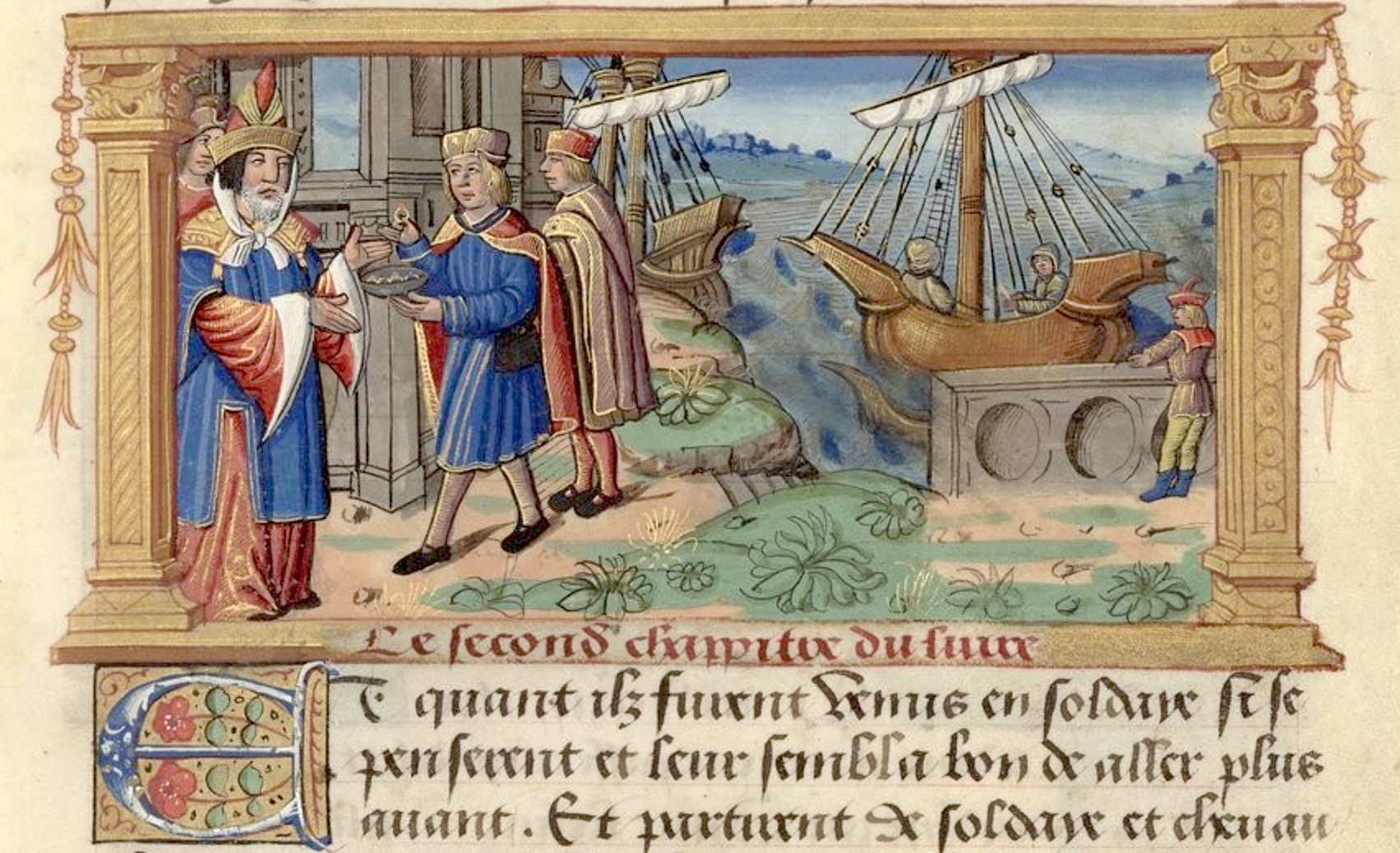
Arrivée des Polo à Boukhara. Miniature illustrant Le livre des voyages de Marco Polo (chap. 2), traduit par Robert Frescher (1475-1525).

Ont-ils atteint Pékin quand ils rencontrent Kubilai en 1265 ou 1266 ? Il n'est pas nécessaire de le supposer, les affaires de l'ouest se traitaient souvent dans son palais d'été en Mongolie, Shangdu (aussi appelée Xanadu). Ils ne restent pas longtemps car ils sont chargés de plusieurs missions :
- Ambassade de l'Empire mongol auprès du pape. Quand ils regagnent la mer Méditerranée, le pape vient de mourir et il leur faut attendre trois ans pour qu'un nouveau pape soit élu (le plus long interrègne de l'histoire de la papauté, entre Clément IV et Grégoire X). Lorsqu'ils repartent vers l'Asie (avec Marco), à défaut des cent savants chrétiens que demandait Kubilai, ils emportent de l'huile sainte de Jérusalem qui tenait lieu de relique du Christ. On peut conjecturer que le jeune Marco portait sur lui cette huile. En tout cas, lorsque Kubilai « dépêcha des émissaires à leur rencontre, à bien quarante journées » (ch. 13), c'était peut-être pour honorer la chrétienté (de nombreux sujets de Kubilai étaient chrétiens syriaques orthodoxes (église de l'Orient), les femmes des descendants de Gengis khan l'étaient souvent).

### Un parcours incertain

Principales étapes d'un parcours probable et reconstruit à partir du texte de Marco Polo à l'aller (flèches rouges) et au retour (flèches vertes).

Le parcours exact est difficile à établir pour plusieurs raisons. D'abord, l'objectif du récit n'est pas de donner un journal de voyage mais une description des choses vues susceptibles d'intéresser le lecteur par leur étrangeté. Dans un texte rédigé plus de vingt ans après les événements, les imprécisions sont parfaitement compréhensibles. Enfin, nombre de villes traversées peuvent avoir disparu ou ont vu leur nom modifié, parfois plusieurs fois, comme c'est souvent le cas en Chine : Quinsai s'appelle aujourd'hui Hangzhou; Campision est devenu Kan-tcheou puis Zhangye; Sacion s'est appelée Shachou puis Dunhuang; Carcan est devenue Shache; Ciarciam est aujourd'hui Qiemo; Quengianfu s'est appelée King-tchao avant de devenir Xi'an.
Yamashita (2004) donne l'itinéraire suivant :
- à l'aller : Venise, Saint-Jean-d'Acre, Mossoul, Bagdad, Tabriz, Kerman, Sabzawar, Sapurgam, Kashgar, Pamir, Yarkand, Hotan, Lop, Dunhuang, Mongolie-Intérieure, Langzou, Shangdu (trois ans)[15] ;
- retour par mer de Chine, Vietnam, Sumatra, océan Indien, Cochin, Bhavnagar, Ormuz, puis remontée terrestre de l'Iran jusqu'à Tabriz, et de là Trébizonde, Constantinople, la Grèce et Venise (trois ans)[15].

### Un récit centré sur Kūbilaï Khān

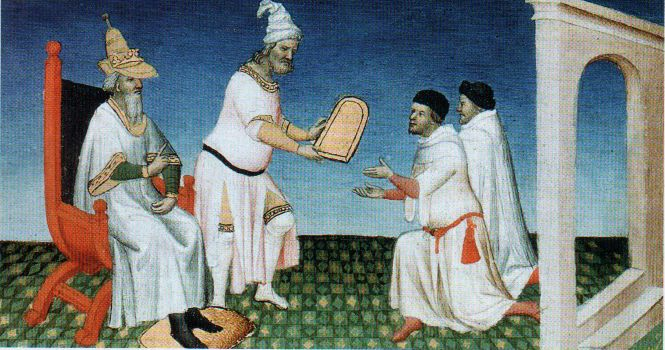
Le Khan donne aux Polo une tablette en or de sauf-conduit
Maître de la Mazarine (1410-1412).

Le Livre de Marco Polo pourrait s'intituler le Livre de Kubilai Khan car il décrit, non l'histoire de Marco, mais l'empire du plus puissant empereur de l'Histoire du monde. Quand le livre évoque la Russie, l'Asie centrale, l'Iran, l'Afghanistan, c'est parce que Kūbilaï était le suzerain de ces terres. Quand il parle du Japon (qu'il dénomme Cypango), du Viêt Nam, de la Birmanie, c'est parce que Kūbilaï Khān y envoyait des armées. Quand il présente le Sri Lanka, l'Inde du sud et jusqu'à Madagascar, c'est que Kūbilaï Khān y dépêchait des émissaires pour obtenir leur soumission. Quand il décrit les côtes de l'océan Indien, de l'Inde, de l'Arabie et de l'Afrique, c'est que les marchandises de la Chine y parvenaient.
Kūbilaï Khān est le sujet, le centre et l'unité du livre. Tout ce que M. Polo relate n'a de sens que par lui. Aussi est-il naturel que certains manuscrits aient donné pour titre à cet ouvrage Le livre du Grand Khan. Ce livre est aussi un condensé des histoires que Marco lui racontait, car il avait su le séduire par ses talents d'observateur et de narrateur. Certains historiens ont voulu y voir une encyclopédie, une géographie, d'autres une chronique du grand khaân, un miroir des princes, un livre de marchand,, mais il correspond plus exactement à un reportage.

### Fonctions de Marco Polo en Chine

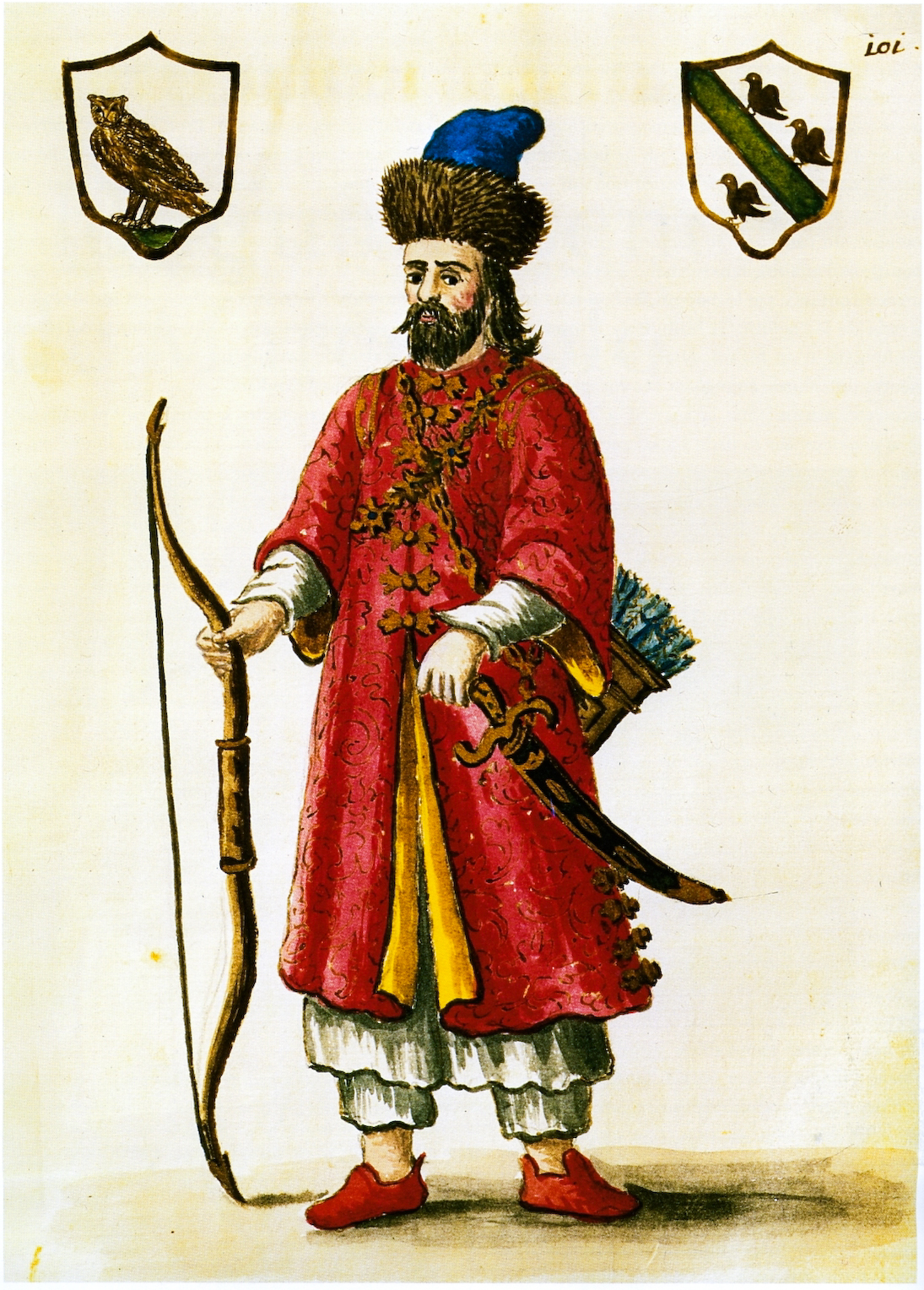
Marco Polo habillé en Tatar (peinture du XVIIIe siècle d'Hermanus van Grevenbroeck au Museo Correr de Venise).

Envoyé de l'empereur, ses déplacements étaient des missions, avec insignes du palais central et souvent escorte militaire. Au service de Kubilai, M. Polo ne dépendait pas du gouvernement ni de l'administration chinoise, mais directement du palais de l'empereur, le suzerain mongol, le khagan. Il n'était pas fonctionnaire mais homme de l'empereur. Les déplacements effectifs de Marco Polo entre 1271 et 1295 semblent les suivants :
- 1re mission : à Ganzhou, l'actuelle Zhangye, à l'ouest (« bien un an »). Le khan met à l'épreuve les dons d'observation de Marco et l'envoie comme « messager à certaine importante affaire de rois dans une terre très lointaine, dans une cité nommée Caregian où il peine à y aller en six mois ». Il est « très attentif aux nouveautés », sans doute parce qu'il devra « faire un rapport circonstancié au Grand khan, et c’est ce rapport qui lui valut ensuite d’être appelé messire Marco Polo à la cour »[20] (chap. 16) ;
- 2e mission : en compagnie de son oncle, il séjourne durant un an à Campcio ou Capsion ou Ganzhou, l'actuelle Zhangye, ville frontière à l'extrémité ouest de la Grande Muraille (ch. 61) ;
- 3e mission : à Yangiu (Yangzhou) où il séjourna trois ans, probablement en 1277. Dans cette ville récemment conquise par les Mongols, Marco remplace le baron gouverneur de la ville (chap. 143)[20] ;
- 4e mission : contrôle financier au port de Quinsay (Hangzhou) pour vérifier si les trésoriers ne trompaient pas l'empereur (chap. 152) ;
- 5e mission : en Inde. Mais Marco ne donne aucun détail sur le contenu de la mission ;
- peut-être une mission au sud-est de la Chine vers le Yunnan ;
- peut-être une mission au Tibet, dont il décrit les us et coutumes, les rites religieux, les lamas et les lamaseries ;
- ambassade vers le Viêt Nam, la Birmanie, puis les Indes, par voie de mer (deux ans) ;
- escorte d'une princesse en Iran, et charge de messages aux États d'Europe (chapitre 18). Ce voyage par bateau et par voie terrestre le ramène en Italie.

Outre qu'il est allé dans le Sichuan (ch. 115), aux confins de la Birmanie (ch. 120) et dans les vallées du Yunnan (ch. 117), Marco a aussi voyagé dans les régions méridionales : « Peu de régions de la Chine sont restées inconnues du voyageur, qu'il s'agisse des cités côtières grouillantes de vie, des steppes arides de la Chine du Nord-Ouest, des vallées reculées de la Chine centrale ».

### Transfert de technologie militaire?

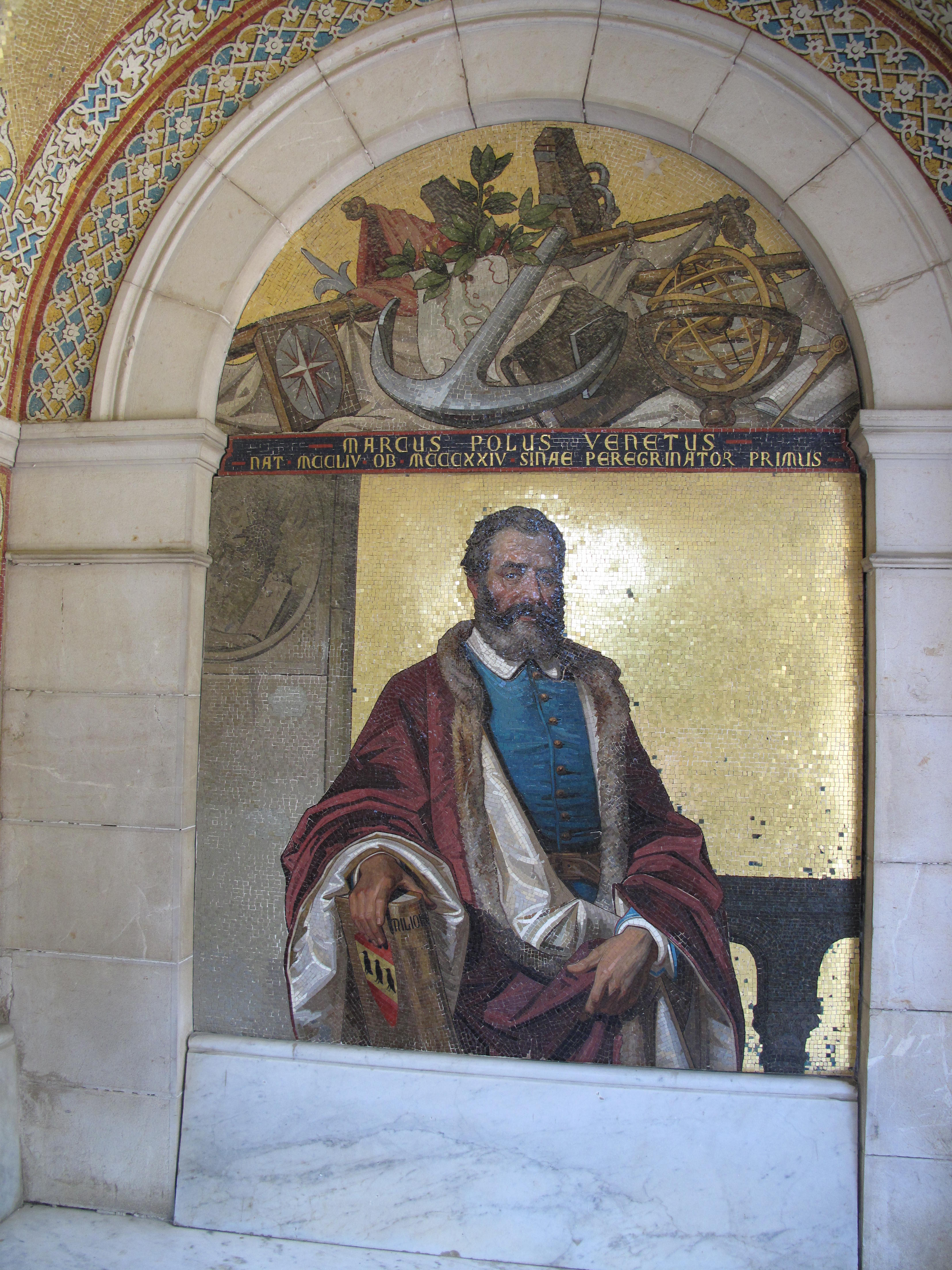
Mosaïque de Marco Polo, du jardin botanique Hanbury de Vintimille.

Selon Pierre Racine (2011), il semble que, dans le ch. 145 sur le siège de Saianfu, Marco cherche à tromper le lecteur et

« entend donner le beau rôle à la famille en lui attribuant l’invention des trébuchets [ou pierrières], bien connus pourtant avant l’arrivée des Polo en Chine »

En fait, le texte en franco-vénitien semble impliquer moins l'invention de trébuchets, que la fabrication d'un modèle plus efficace :

« A donc distrent les .II. freres et lor filz meser Marc. "Grand Sire, nous avons avec nos en nostre mesnie homes qe firont tielz mangan qe giteront si grant pieres qe celes de la cité ne poront sofrir mes se renderont maintenant »

— Le devisement du monde, CXLV, ed. Mario Eusebi, p. 163
Selon les Annales chinoises, le siège de cette ville par les armées mongoles a duré six ans, de 1268 à 1273, et s'est terminé avant l'arrivée des Polo en Chine (1275). L'historien italien Igor de Rachewiltz (en) soutient que la phrase « et lor filz meser Marc » n'est pas présente dans tous les manuscrits et peut donc être un enjolivement successif. Il est attesté que,

« après trois ans de siège infructueux, le général mongol a demandé un renfort technique et des machines de guerre. Celles-ci auraient été réalisées par des ingénieurs musulmans venus de Perse, Ismaïl et Ala al-Din, qui rejoignirent le théâtre des opérations vers la fin de l'année 1272. »

Selon les Annales Yuan : « En réponse au khaân, l'ilkhan Abaqa envoya Alaowating et Isemayin avec leur famille jusqu'à Pékin, où une première pierrière fut montée devant les Cinq Portes et essayée ». En 1273, quand Xiangfan tombe aux mains des Mongols après un siège de cinq ans, c'est grâce à des pierrières : « Ensuite les pierrières furent utilisées dans chaque bataille avec un invariable succès », notamment sur le fleuve Yangtsé où la flotte Song fut anéantie. L'année suivante, l'empire Song se rend enfin aux Mongols.
Selon certaines interprétations, les parents de Marco — qui sont rentrés à Venise en 1269 — auraient proposé les trébuchets à Kubilai, fait réserver des madriers, et été les messagers dépêchés à l'ilkan Abaqa, lequel fit réquisitionner les ingénieurs.

### Présence dans les annales chinoises

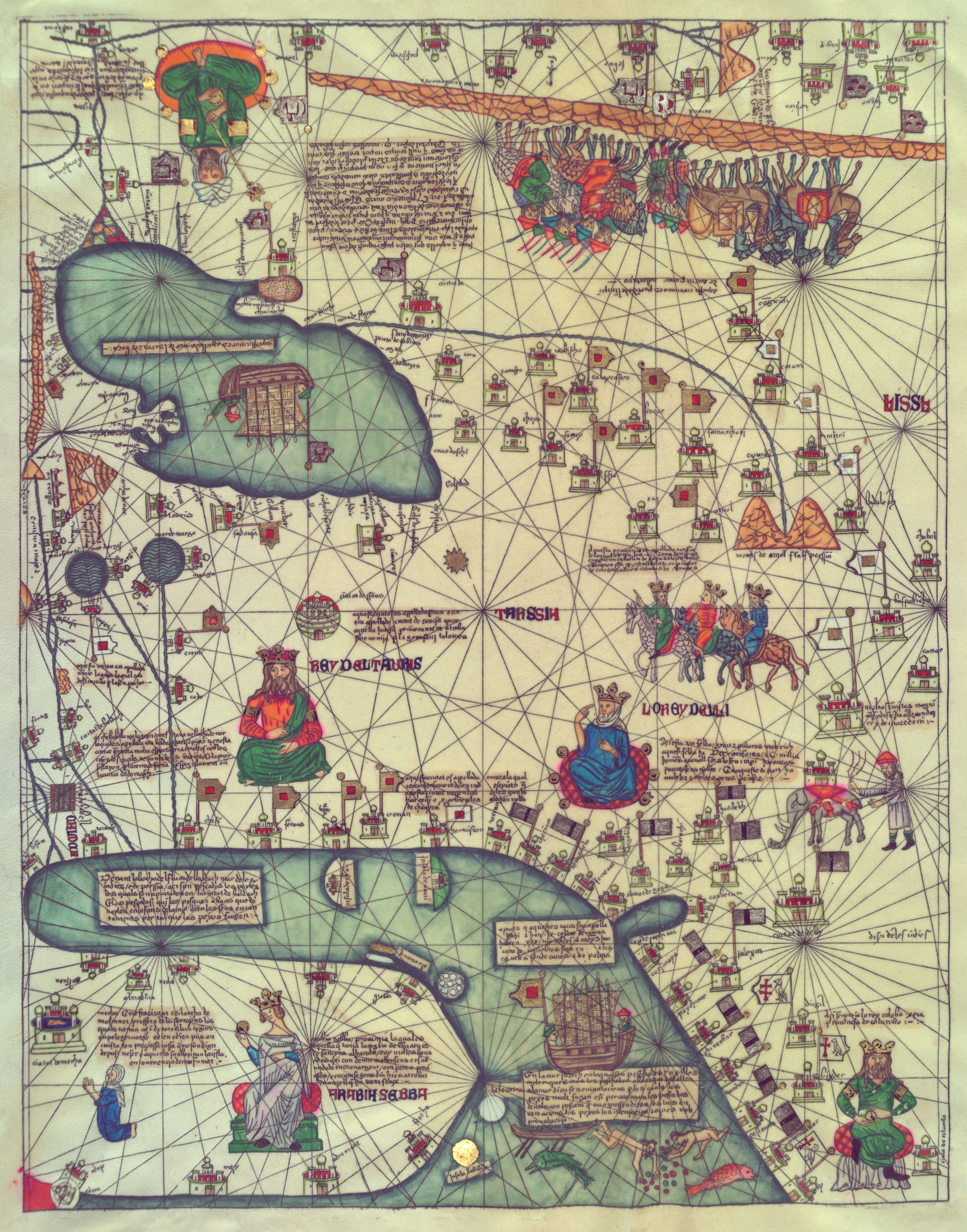
Carte de l'Inde dessinée par Cresques. Portion inférieure du cinquième feuillet de l'Atlas catalan de 1375.

Voici ce que disent les annales officielles de la dynastie Yuan :
- en 1277, « Po-lo nommé Enquêteur-privé Envoyé-adjoint »[n 11] ;
- en 1282, au lendemain de l'assassinat de son premier ministre Achmat (en), l'empereur « transporté de colère se rendit le même jour à Chang-tou (Shangdu, sa capitale de Mongolie) et ordonna à Po-lo, enquêteur privé et envoyé adjoint, à Horh-khono-sse, surintendant des études, au conseiller d'administration A-li, et autres, de prendre des chevaux de poste et de se rendre immédiatement à Pékin pour instruire l'affaire et juger les coupables » ;
- un mois plus tard, Kubilai Khan étant rentré à Pékin : « Achmat mort, l'empereur encore totalement ignorant de ses turpitudes, consultant l'enquêteur-messager Po-lo, apprit alors toute l'ampleur de ses crimes » ; et réhabilita ses assassins chinois[26].

Il n'y a pas une preuve irréfutable que les deux idéogrammes chinois qui se réfèrent phonétiquement à « Po-lo » correspondent vraiment à Marco Polo. En effet, des références à Po-lo existent bien avant l'arrivée de Polo en Chine. Cela dit, les inscriptions ci-dessus correspondent exactement au livre :
- au chapitre 16, le calcul des dates place sa nomination comme Messire vers 1277, qui est la date de l'inscription chinoise ;
- son récit de l'assassinat d'Achmat en 1282, qui est le plus long du livre, le plus précis et le mieux vérifié, prouve qu'il eut connaissance des pièces de la procédure alors que ces détails étaient secrets[n 12] ;
- ses récits évoquent souvent les relais des émissaires officiels, et toutes ses missions sont celles d'un enquêteur-messager : pour Kubilai Khan un ambassadeur n'était rien d'autre et la seigneurie de M. Polo sur Yangzhou implique seulement qu'il y était l'œil de l'empereur.

S'il amasse avec ses parents un trésor en pierres précieuses, il ne dit pas que ce fut par le commerce ; leurs émoluments et les cadeaux de Kubilai durent suffire à leur constituer une fortune. S'ils étaient désignés comme « marchands », les patriciens vénitiens étaient souvent aussi officiers d'active, diplomates, conseillers d'État.

### Un observateur attentif

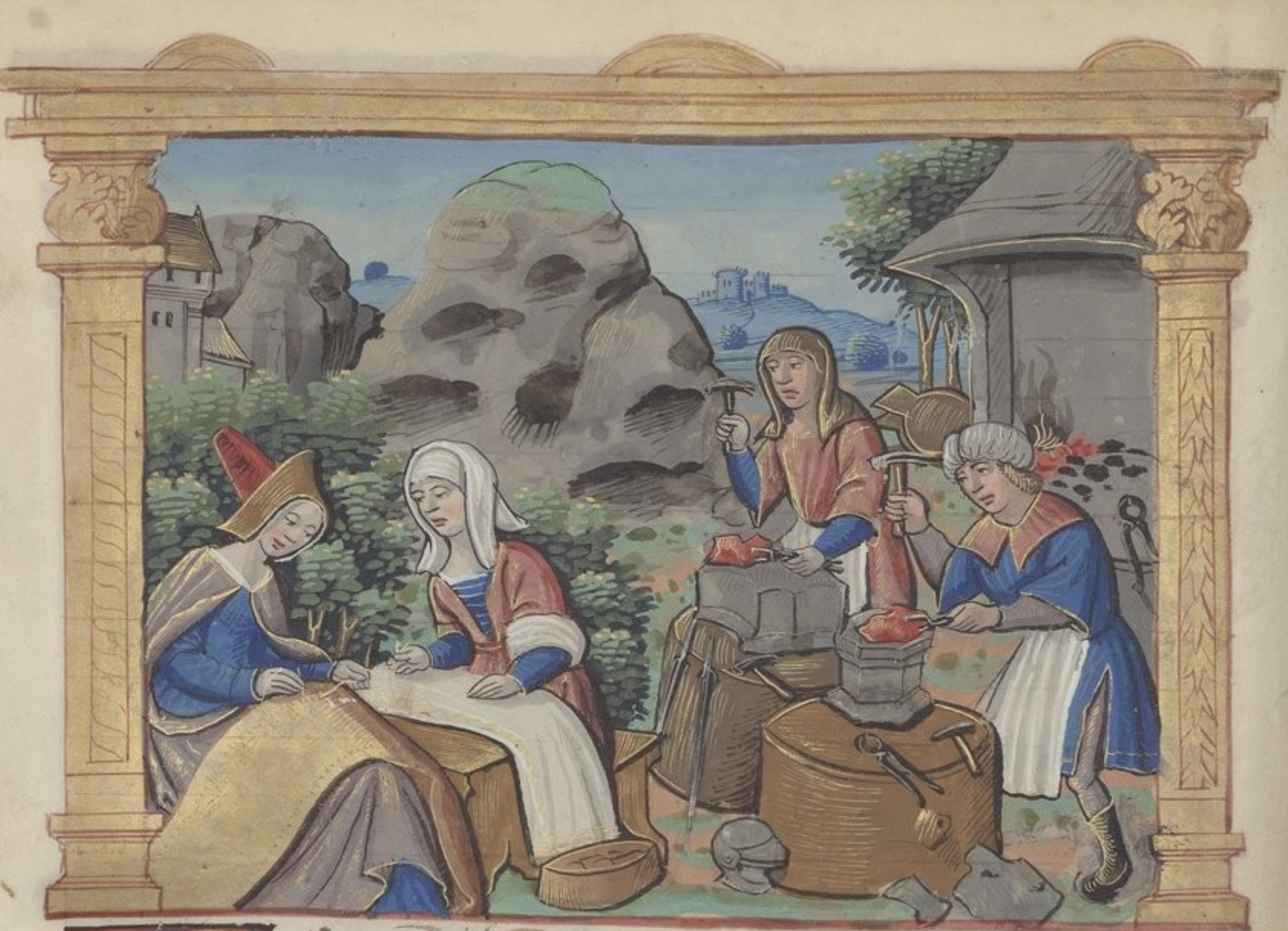
« Leurs dames et damoiselles œuvrent bien et moult subtilement de l'aiguille sur draps de soie ». Miniature illustrant le chap. 34 du Livre des voyages de Marco Polo, traduit par Robert Frescher (1475-1525).

Comme le note l'historien Pierre Racine, Marco est « Un homme d’une curiosité universelle, observateur attentif des mœurs et des coutumes des hommes ». Dans ce qui est essentiellement un carnet de voyage, Marco accorde une attention particulière aux « affaires politiques et économiques du vaste empire mongol, la poste, la monnaie, le mécanisme des prix […] Il ne manquait pas ainsi de souligner tout le profit que le Grand khan pouvait tirer des émissions monétaires fondées sur le billet de banque ; ce dernier faisait entrer des métaux précieux dans son trésor et les convertissait en billets. Il ordonnait également à ses sujets de porter à l’Hôtel des monnaies des pierres précieuses, de l'or et de l’argent qu’il payait en billets ». Il décrit aussi « l’emploi du charbon, les procédés d’extraction de l’amiante, le culte des idoles, ou des pratiques plus spécifiques comme le respect des vaches en Inde ».
Il porte un intérêt particulier aux pierres précieuses : « il remarque en Perse les splendides turquoises (ch. 34, 6), dans le nord de l'Afghanistan les lapis-lazulis à la couleur bleue intense (ch. 46, 30) et les rubis (ch. 46, 10) au rouge brillant. Ceylan est la terre par excellence des pierres précieuse. On y trouve rubis (ch. 168, 27), saphirs (ch. 168, 29), topazes (ch. 168, 29), améthystes (ch. 168, 29-30). En Inde autres merveilles : les perles (ch. 169, 11) ».
En marchand avisé, il est aussi intéressé par les épices, mentionnant « tour à tour la cannelle (ch. 116, 68), le galanga (ch. 125, 13), la noix de muscade (ch. 162, 10), le safran (ch. 154, 15), surtout les diverses sortes de poivre, poivre blanc, poivre noir, cubèbe (ch. 160, 44 ; ch. 174, 7 ; 162, 10), le gingembre (ch. 174, 7) et le clou de girofle (ch. 116, 64) ». Il s'intéresse aussi aux divers types de tissus, qu'il désigne par les termes techniques locaux — cendal, bougueran, moselin, nach, nasich — et signale au passage les endroits où l'on fabrique les soieries épaisses lamées d’or.
On peut se demander avec Pierre Racine quel est son véritable visage : « marchand, ethnographe, homme d’État ? » Selon Borlandi, ce serait d'abord un marchand qui écrit pour un public de marchands : « sur 234 chapitres, dont 19 pour le prologue, 67 sont consacrés à des légendes ou des faits historiques, 39 n’entrent dans aucune catégorie, mais 109, donc près de la moitié, décrivent une ville ou une région, avec un schéma rigide […] : nombre de journées de marche ou de milles d’une ville ou d’une région à l’autre, les productions naturelles et artisanales, surtout les produits de luxe (soie et soieries, épices diverses, pierres précieuses), les monnaies, avec de temps à autre leur valeur par rapport à celles en cours à Venise. Toutes les fois qu’il aborde un chapitre concernant une ville, il tente d’informer ses lecteurs-auditeurs sur le nombre d’habitants et sur les revenus et les taxes ».
Si Marco Polo est observateur attentif, on ne sait pas souvent par quelles actions, par quelles introductions, il a pu les faire. Que ce soit par Rustichello ou par Marco Polo lui même, ces opérateurs ont été effacés du texte, pour ne livrer au lectorat qu'une description, une classification, un devisement, des observations faites. Zrinka Stahuljak, médiéviste, affirme que cette capacité directe à voir, sans intermédiaires, capacité donnée à qui lit, est une des mythes de l'Europe qui est en train de se créer. Il n'y a pas de médiation à la communication, communication qui dépend d'abord de la simple possession du livre. C'est l'argent qui est médiateur, comme dans ce que raconte Marco Polo au sujet du papier monnaie du Kubilai Khan. L'argent est la véritable langue de communication, et les diverses langues de l'empire deviennent similaires à des marchandises. Le monde que Marco Polo décrit à son lectorat est un monde où les merveilles sont des produits offerts, où tout est convertible.

### Une attitude d'ethnologue

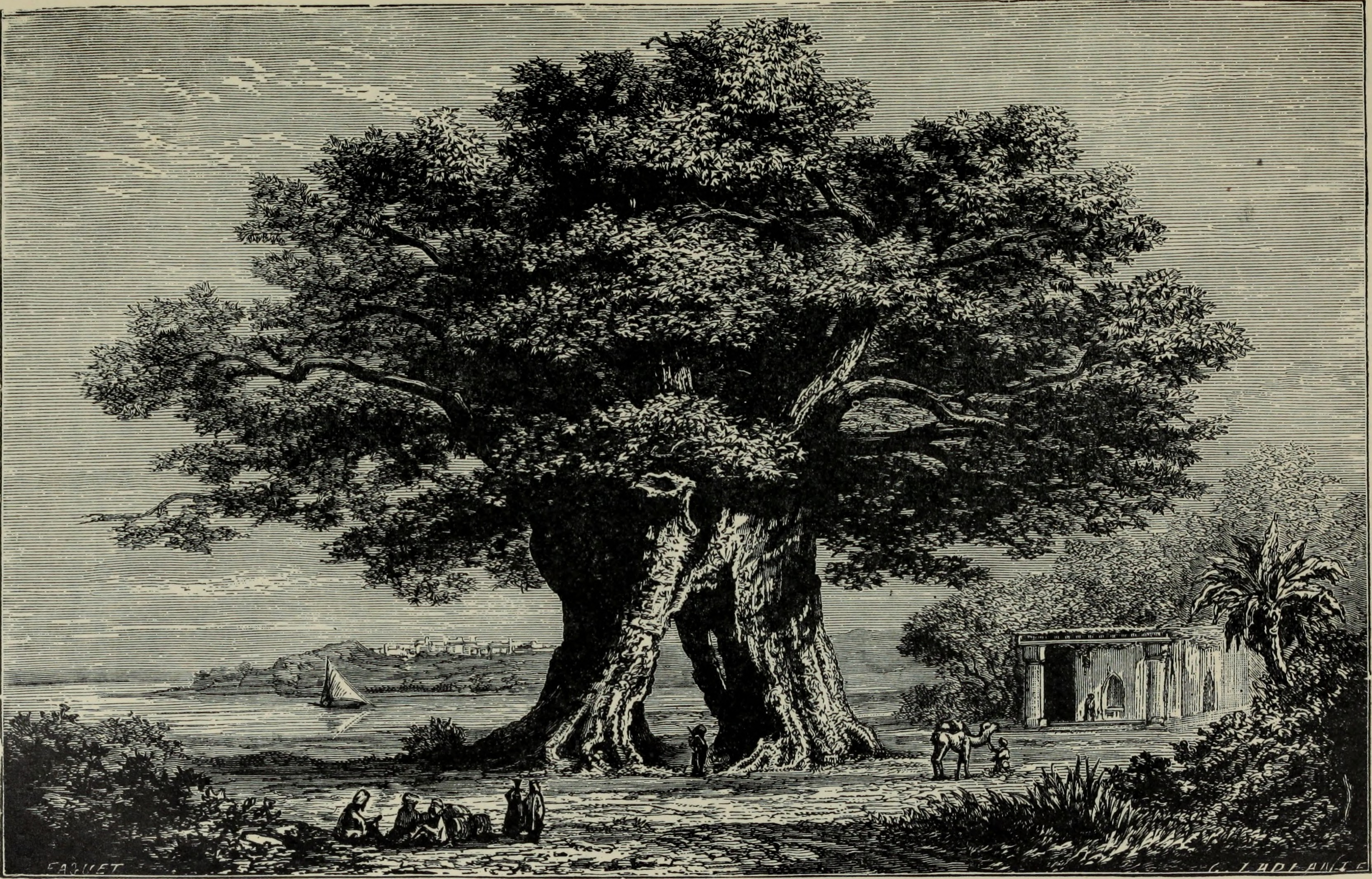
Marco Polo relate les légendes entourant des merveilles naturelles, tel L'Arbre sec (chap. 39). « Il est grans et gros, et […] vide dedans. Il est jaunes comme bois et moult fort ; et n'a nul arbre près » (Chap. 39). C'est à cet endroit qu'aurait eu lieu la bataille d'Alexandre contre Darius.

Polyglotte, Marco Polo parlait vraisemblablement le mongol, le chinois, le persan, le ouïgour et l'arabe. Il maîtrisait aussi quatre systèmes d'écriture.
À travers son récit, il fait preuve d'une grande sensibilité à la diversité des sociétés et « ne porte presque jamais de jugement négatif ». Loin d'opposer sa culture à celles qu'il découvre, il « décrit un monde pluriel fait de différences démultipliées, qui interdisent au Vénitien et à ses lecteurs de se tenir pour le centre du monde et de se targuer d’une identité irréductible ».
Adoptant le ton neutre des encyclopédies, au lieu de donner des renseignements sur son voyage proprement dit, il accumule les observations factuelles sur les pays visités : géographie, distances, faune, alimentation, habillement, curiosités, grandes dimensions des jonques de mer chinoises, présence de pirates dans la mer de Java, etc.. Il marque volontiers son émerveillement devant la richesse de l'empereur, l'intense activité des ports, l'usage exclusif du papier monnaie, l'empereur ayant seul le droit d'accumuler or et argent.
En ethnologue, il s'intéresse aux pratiques sociales et religieuses d'Extrême-Orient : bouddhisme lamaïste, taoïsme (ch. 74), islam, religions dérivées du christianisme (nestoriens, jacobites, culte de saint Thomas) ainsi que les peuplades animistes qui adorent des idoles. Mais il s'arrête aux aspects extérieurs et « donne peu d'informations sur les croyances ou les doctrines ».

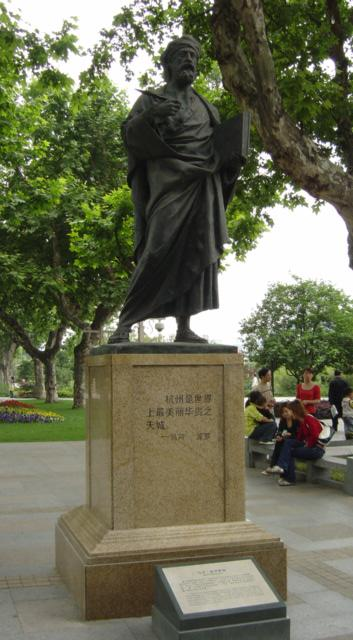
Statue de Marco Polo, à Hangzhou en Chine.

Il porte rarement un jugement sauf dans des cas extrêmes. Ainsi, il est horrifié par la coutume d'une tribu de Sumatra où les malades que les sorciers jugent inguérissables sont étouffés, mis à cuire et mangés en famille, sans en rien laisser — « Et si vous di qu'ils en sucent les os si bien qu'il n'i demeure pas un grain de mouelle ne d'autre gresse dedenz » (ch. 165) —, ceci afin que l'âme du défunt ne se charge pas de vers morts.
En escale à Ceylan (« Selyam »), il mentionne le pic d'Adam, lieu de pèlerinage pour les musulmans, qui y vénèrent les reliques d'Adam, ainsi que pour les bouddhistes, qui en font le lieu de naissance du Bouddha et y vénèrent ses cheveux, ses dents et son bol à aumônes (Ch. 168). Se basant sur la tradition chrétienne, Marco écarte l'hypothèse que ce serait le lieu de naissance d'Adam et ne retient que le récit du Bouddha. Il se pose ainsi en « destructeur de mythes ».
Ce livre illustre également le monde de légendes que constituait l'Extrême-Orient chez les chrétiens : il croyait que Gog et Magog étaient les Mongols cruels ; l'Arbre sec marque la limite entre l'Orient et l'Occident ; la « Barrière d'Alexandre » que constitue le Caucase est une frontière dangereuse à franchir ; il imagine le royaume du prêtre Jean en Inde, etc..
« Qui ne l'a pas vu ne pourrait le croire » est un leitmotiv de son livre. « Incroyable mais vrai » est sa recette. Cependant il est douteux qu'il ait été accueilli avec scepticisme à son retour par les patriciens de Venise : la République avait les moyens de savoir qu'il n'affabulait pas. De même les Génois qui lui firent rédiger son mémoire (dont ils avaient besoin pour leurs expéditions), et le frère du roi de France qui dépêcha pour en obtenir copie.
Marco Polo émaille son reportage de faits divers, de mythes, de légendes, mais ses récits de miracles sont peu nombreux, souvent symboliques, et séparés des autres narrations. Il démystifie plutôt les légendes (Arbre sec, Gog et Magog, prêtre Jean, salamandre). Les bourdes sont rares : hommes à queue de Sumatra, jambes de boas dans le Yunnan (mais l'histoire naturelle référence des boas ayant des traces de pattes), enfin l'obscurité en plein jour dont il témoigne en Iran. En effet, dans le premier chapitre Rustichello explique que son livre fera toujours la distinction entre ce que Marco a vu de ses propres yeux et ce qu'il a entendu avec ses oreilles, afin de permettre au lecteur de distinguer le vrai du vraisemblable (chap. 1).

« Et por ce met{r}eron les chouses veue por veue et l’entendue por entandue, por ce que notre livre soit droit et vertables sanç nulle mensonge; et chascuns que cest livre liroie, ou hoiront, le doient croire, por ce que toutes sunt chouses vertables »

L'histoire racontée par Ramusio, selon laquelle Marco Polo et ses parents se seraient présentés en habits de mendiants, avec une doublure pleine de rubis et joyaux qu'ils montrèrent au cours d'un dîner pour se faire reconnaître, est un enjolivement tardif (1559).

### Impact sur la cartographie

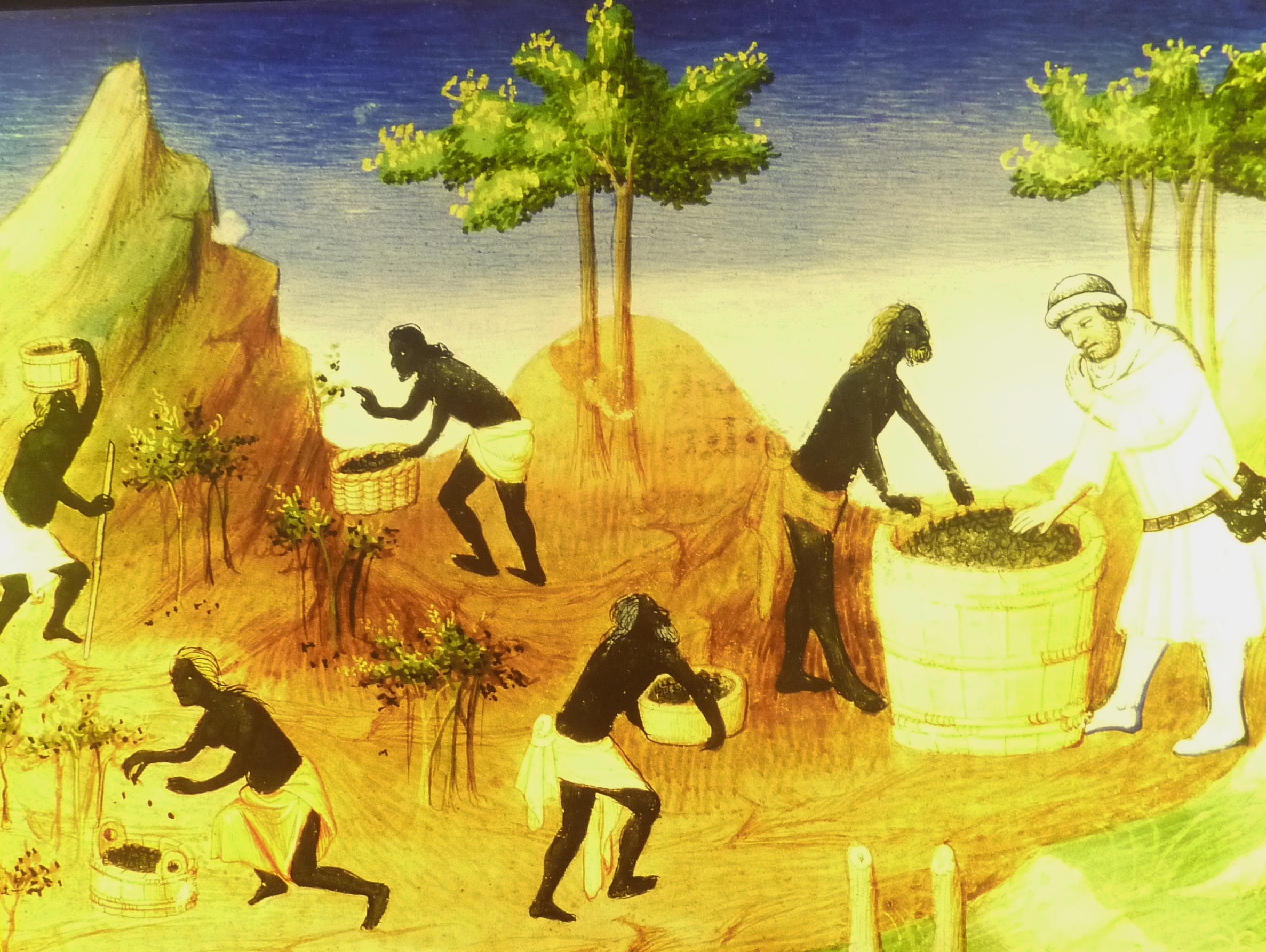
Livre des Merveilles : La récolte de poivre dans le sud-ouest de l'Inde (1298, miniature reproduite dans l'édition de 1410, Bibliothèque nationale de France).

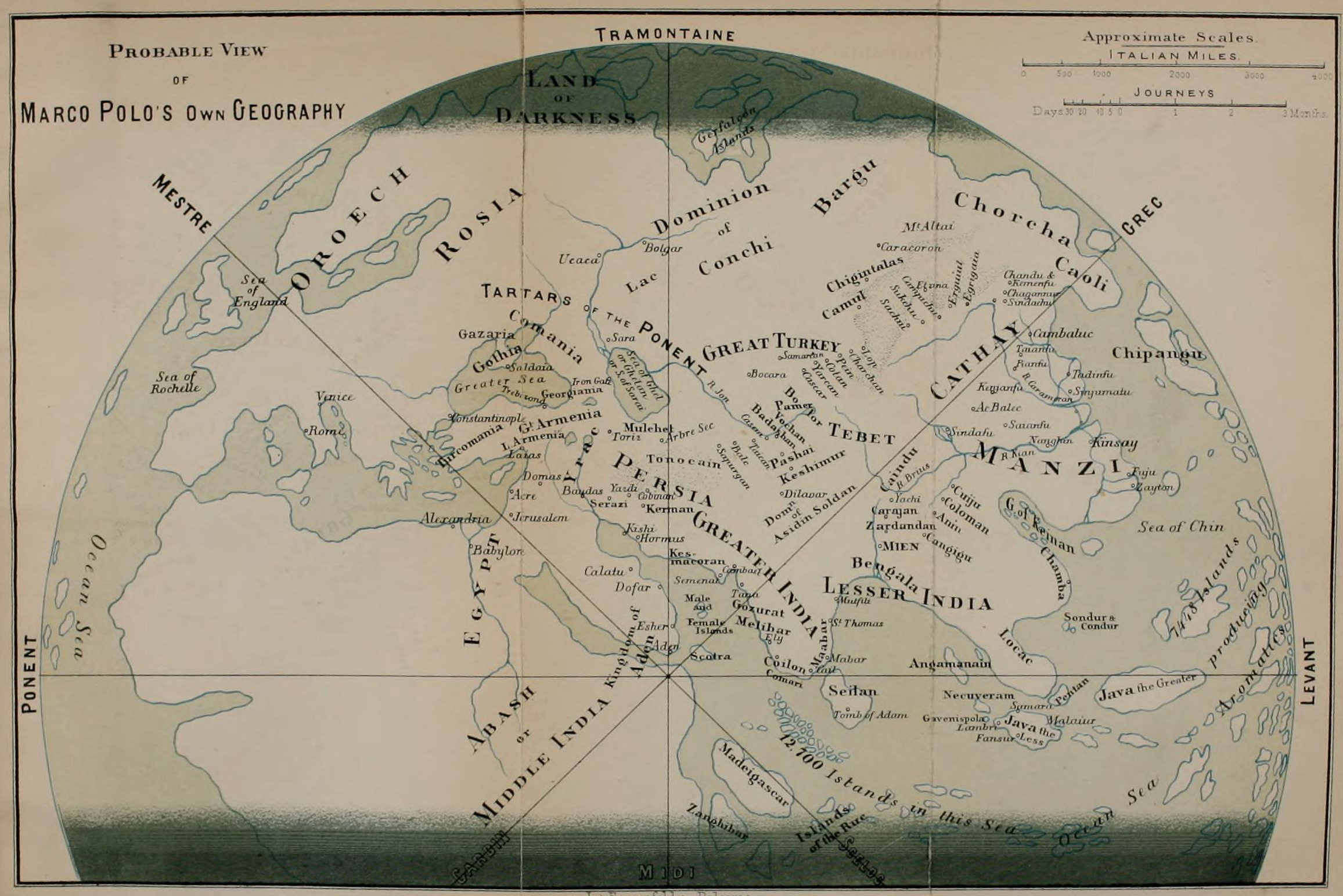
Reconstruction hypothétique de la carte du monde que se faisait Marco Polo. Extrait de Henry Yule.

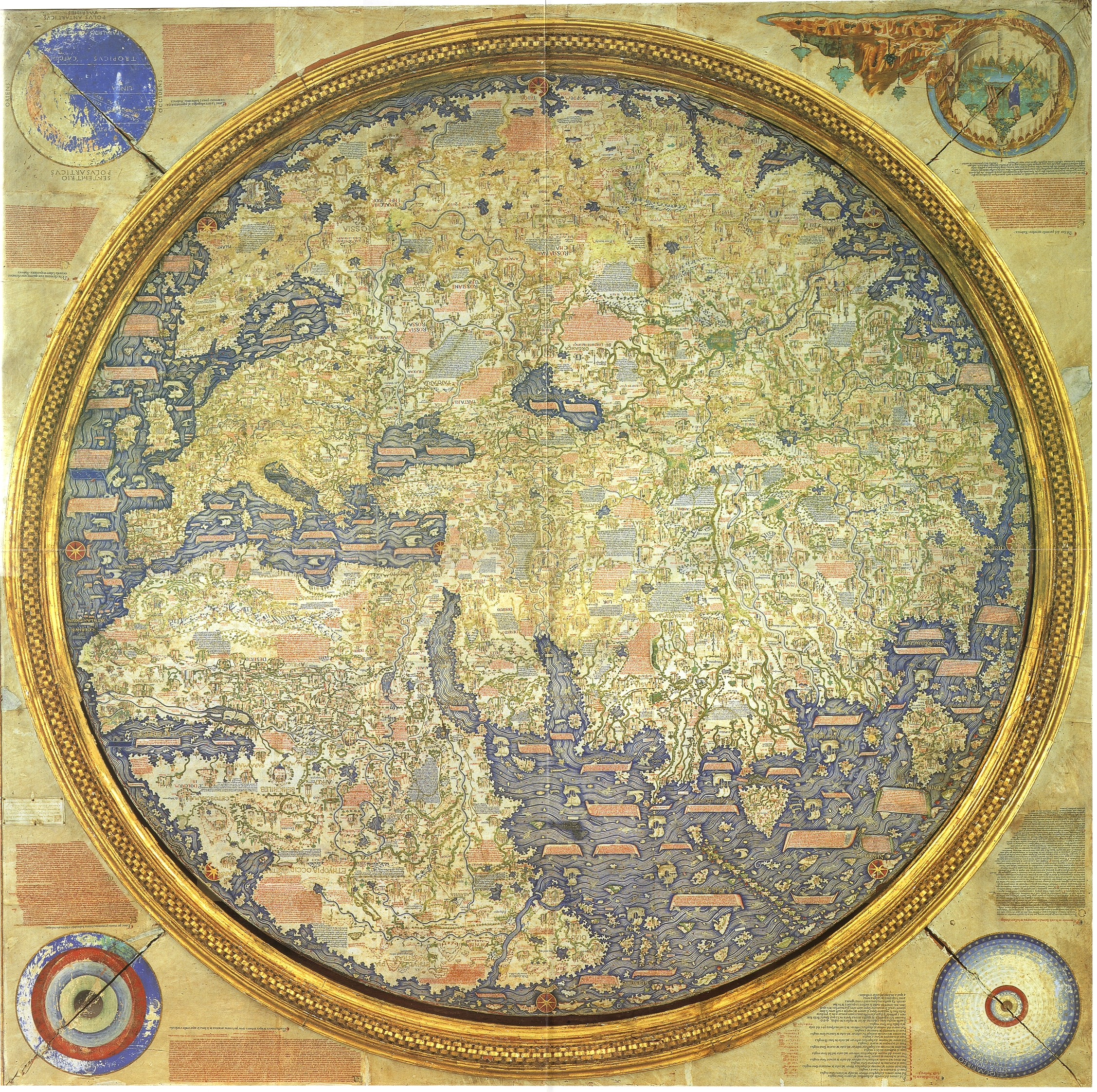
Mappemonde de Fra Mauro (1459).

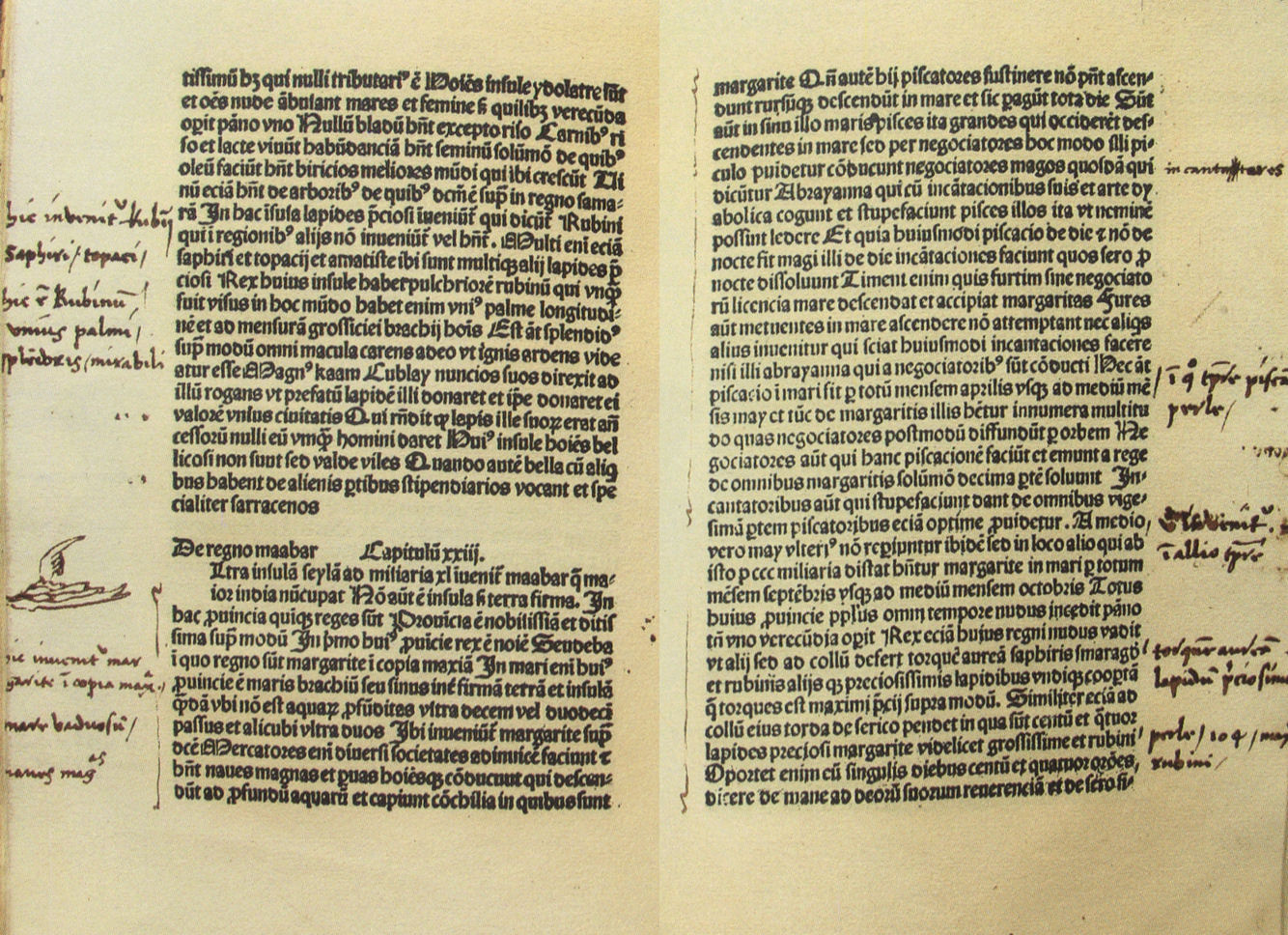
Notes de Christophe Colomb sur son édition latine du Devisement du Monde.

Paru en 1298, le livre de reportage qui a rendu Marco Polo célèbre est l'un des premiers ouvrages importants en langue vulgaire. Le Devisement du monde, que l'on trouve aussi sous d'autres dénominations comme Il Milione ou Le livre des merveilles, est un des rares ouvrages manuscrits, avec La Légende dorée de Jacques de Voragine et Le Roman de la Rose (Guillaume de Lorris et Jean de Meung), à connaître un succès considérable avant même sa première impression à Nuremberg en 1477. Ce succès est en partie dû à sa rédaction initiale en français, langue de communication en vigueur à l'époque, que maîtrisait Rustichello de Pise, l'écrivain qui a transcrit les mémoires de Marco Polo alors qu'il était son compagnon de détention durant les guerres opposant Venise à Gènes en 1298.
En dépit du succès rencontré, l'ouvrage était surtout lu comme un récit fantaisiste et ce n'est que cinquante ans après la mort de Marco que son livre commencera à avoir quelque influence sur la cartographie. L'Atlas catalan de 1375 intègre les informations données par Marco Polo pour dessiner la carte de l'Asie centrale et de l'extrême Orient, ainsi que, partiellement, pour l'Inde : même si les noms sont déformés, Cathay est bien situé à la place de la Chine.
De même, la mappemonde de Fra Mauro (carte de Fra Mauro) détaille la Via mongolica, voie de Mongolie des épices et de la soie. Cet ouvrage servira de référence pour les explorateurs ultérieurs. Au XIVe, il inspire Andalò da Savignone, auteur de quatre voyages (1330, 1334, 1336 et 1339), Galeotto Adorno (it) et Gabriele Basso. Au siècle suivant, il inspire Vasco de Gama et Christophe Colomb. Ce dernier, lors de son troisième voyage, avait emporté le Devisement et l'avait scrupuleusement annoté (son exemplaire en latin compte 366 notes de sa main).
Marco Polo n'a pas laissé de carte de ses voyages. Toutefois, au milieu du XXe siècle, Marcian Rossi, Américain d'ascendance italienne, a présenté une douzaine de parchemins contenant des cartes et de courts textes en prose censés avoir été réalisés par les trois filles de Marco Polo : Moreta, Fantina et Bellela. Le professeur Benjamin Olshin a décrit ces documents dans un ouvrage intitulé The Mysteries of the Marco Polo Maps (2014). Après analyse, toutefois, il est clair que ces documents sont tous largement postérieurs à Marco Polo, datant sans doute du XVIIIe siècle, comme le prouvent à la fois la datation au carbone 14, l'étude paléographique des textes en italien et les anachronismes flagrants en matière géographique et codicologique. Dans le compte rendu de cet ouvrage, Suzanne Conklin Akbari (en) démonte l'argumentation d'Olshin comme étant entachée d'illogismes récurrents et visant à créer un pseudo-mystère en misant sur l'attrait que continue à exercer le nom de l'explorateur sur l'imaginaire contemporain.

### Découvertes rapportées par Marco Polo en Europe
Marco Polo a joué un rôle important dans la transmission de connaissances entre l'Orient et l'Occident de son époque. Ses descriptions ont contribué à la fascination pour les innovations chinoises, avec entre autres :
- Papier-monnaie : il décrit l'usage de la monnaie en papier en Chine, alors inconnue en Europe.
- Porcelaine : il introduit en Europe la connaissance des techniques chinoises de sa fabrication.
- Charbon : il mentionne son utilisation comme combustible de chauffe et de cuisson des aliments en Chine, une nouveauté pour les Européens.
- Bureaucratie organisée : il décrit le système bureaucratique complexe de la Chine, plus avancé que ce que l'Europe de l'époque.
- Bouddhisme : il est un des premiers Européens à décrire le bouddhisme de Chine et du Tibet, ses pratiques, ses temples bouddhistes, ses moines, de ses statues du Bouddha.
- Cartographie : ses récits et descriptions de voyage inspirent les cartographes européens de l'époque pour élargir le monde géographique connu d'alors, avec en particulier l'Atlas catalan de 1375 et la carte de Fra Mauro de 1459.
- Route de la soie : il contribue à une meilleure connaissance de la route commerciale de la soie, entre l'Europe et l'Asie.
- Imprimerie (xylographie) et papier chinois : il décrit l'imprimerie chinoise à base de caractères mobiles en céramique ou en bois, bien avant celle de Gutenberg du XVe siècle (histoire de l'imprimerie).
- Cerf-volant : il est un des premiers Européens à décrire son utilisation en Chine, contribuant ainsi à la diffusion de cette invention en Europe.
- Poudre à canon : déjà connue en Europe, il contribue à rapporter des connaissances sur ses usages en Chine.
- Pâtes alimentaires : il aurait rapporté des nouilles de Chine (sans preuve historique) les pâtes étant déjà bien implantées en Italie avant son retour.
- Épice : il contribue à faire mieux connaitre diverses variétés de plantes, épices et produits exotiques (histoire du commerce des épices) tels que la soie de Chine, le poivre noir d'Inde et d'Asie du Sud-Est, la cannelle d'Inde et du Sri Lanka, de la muscade et macis, du clou de girofle, du gingembre d'Inde et de Chine, du safran d'Asie centrale…
- Ses récits de voyage en Asie inspirent de nombreuses grandes découvertes de grands navigateurs, dont la découverte du Nouveau Monde en 1492 par Christophe Colomb, qui cherche une nouvelle route vers les Indes orientales en naviguant vers l'ouest de l'Europe, ou encore le contournement de l'Afrique par le cap de Bonne-Espérance de Vasco de Gama en 1498, la découverte du détroit de Magellan en 1502, au sud de l'Amérique, par Fernand de Magellan, ou encore la découverte du Canada par Jacques Cartier en 1534, alors qu'il recherche un passage au nord de l'Amérique…

## Débat sur la véracité du récit

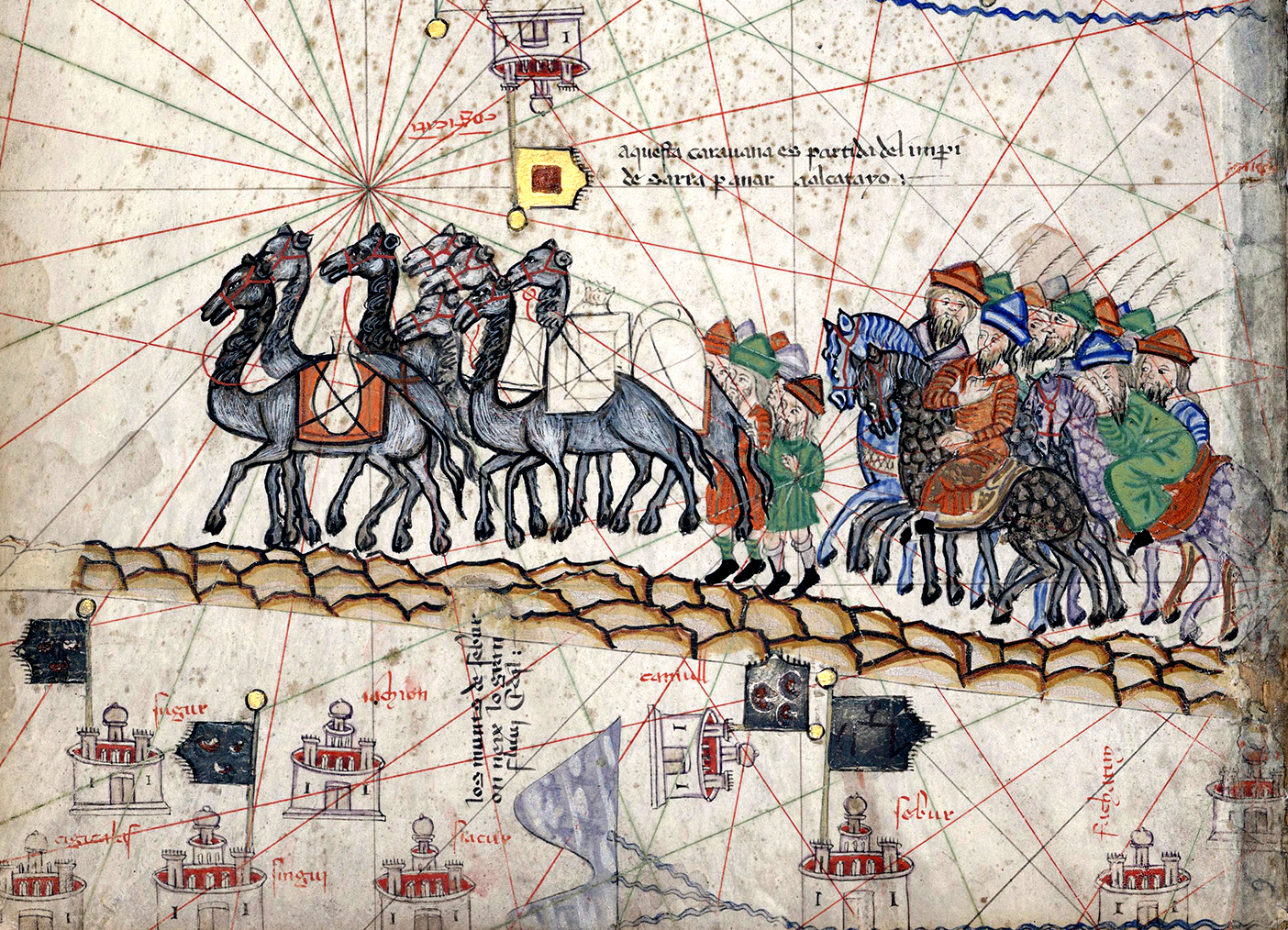
La caravane de Marco Polo voyageant vers les Indes. Illustration d'Abraham Cresques, Atlas catalan.

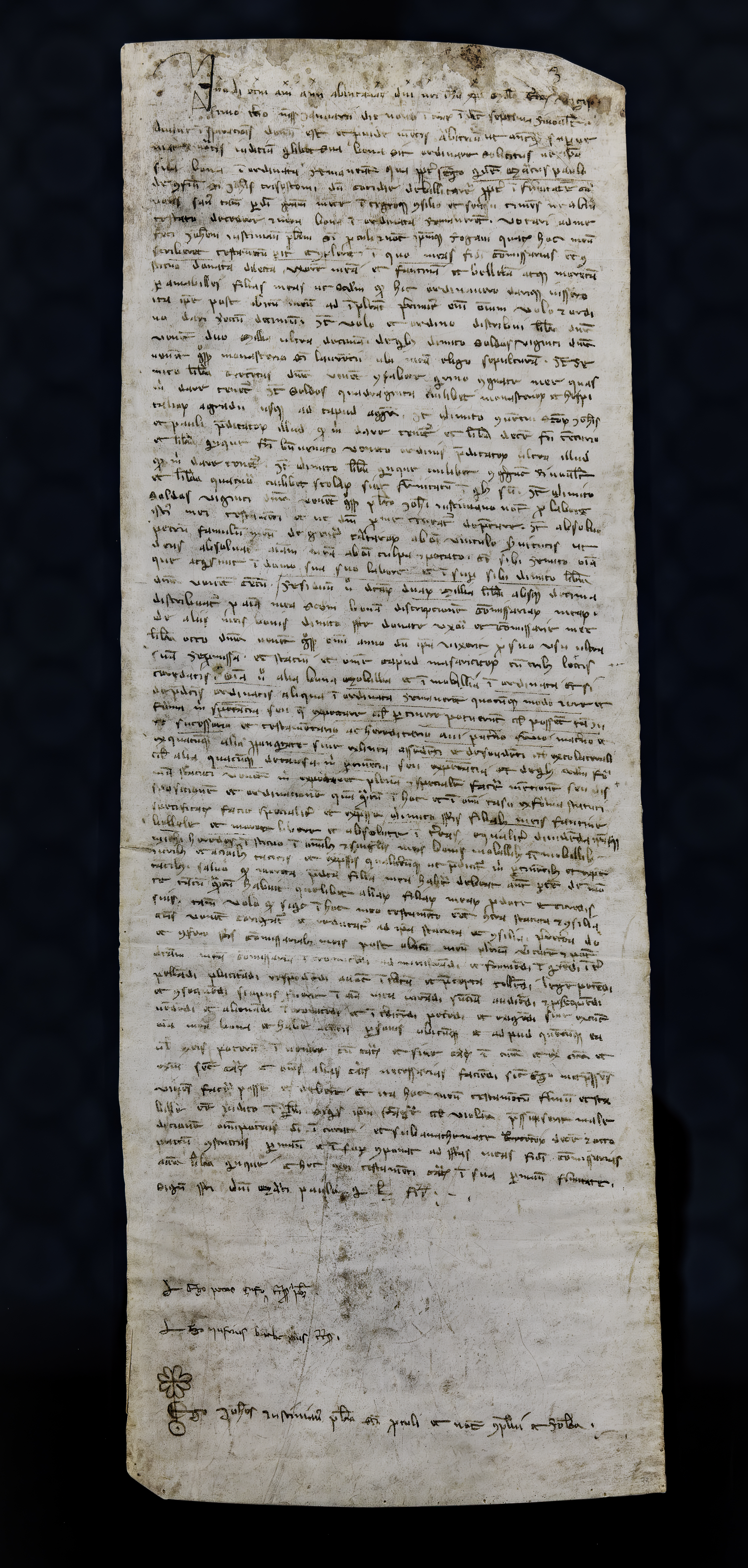
Testament de Marco Polo, Biblioteca Marciana de Venise

Dès sa publication, le récit de Marco Polo suscite énormément d'intérêt et il est souvent recopié. Beaucoup le voient toutefois comme un récit inventé. Ce récit, qui témoigne de l’âge des premières explorations géographiques et premières grandes découvertes, décrit de façon émerveillée les richesses des traditions et coutumes asiatiques. Un passage célèbre consacré à la description enchanteresse de la résidence d’été du grand khan à Ciandu (maintenant Shangdu) en est un bon exemple. Ses récits au sujet de la richesse du Cathay (la Chine) sont d'abord accueillis avec scepticisme par les Vénitiens. Pourtant, plus d'un siècle plus tard, en 1430, un voyageur raconte que la ville de Venise avait installé un exemplaire de ce livre attaché par une chaîne dans un lieu public pour que chacun puisse le lire.
Son contemporain, le philosophe et médecin Pietro d'Abano décrit Marco Polo comme « le plus grand voyageur de tous les temps ». Il signale des curiosités dont le voyageur lui a fait part, notamment « une étoile d'une forme particulière dotée d'une grande queue visible dans l'hémisphère austral » et raconte qu'il a rapporté de son voyage « du camphre, du bois d'aloès et un bois rouge nommé verzinus dans le texte latin (italien verzino), bois de brésil ».
Même s'il a révélé l'existence du Japon (Cipangu), servi de base à des cartographes et inspiré l'expédition de Christophe Colomb, l'ouvrage continuera longtemps à être controversé, notamment en raison d'omissions marquantes (rien sur la Grande Muraille ni sur le bandage des pieds des femmes) ou d'exagérations. Il connaît un regain d'intérêt au XIXe siècle, grâce aux récits de voyageurs britanniques, comme en témoigne le jugement de Baudelaire pour qui « les récits de Marco Polo, dont on s'est à tort moqué, comme de quelques autres voyageurs anciens, ont été vérifiés par les savants et méritent notre créance ».
À la fin du XIXe siècle, Henry Yule, grand connaisseur de l'Asie et ancien haut fonctionnaire en Inde, a retracé le parcours suivi par Marco Polo et a produit une édition abondamment commentée du Devisement du monde, ne laissant aucun doute sur l'authenticité de ce voyage. En 1997, le voyageur Michael Yamashita (en) a entrepris à son tour de reprendre la route de Marco Polo au cours d'un voyage qui a donné lieu à un reportage du National Geographic en mai 2001, suivi d'un livre en 2002. Au terme de cette expédition qui a duré quatre ans, il conclut : « Durant tout ce voyage, nous fûmes surpris de constater à quel point Marco avait été un témoin digne de foi ».

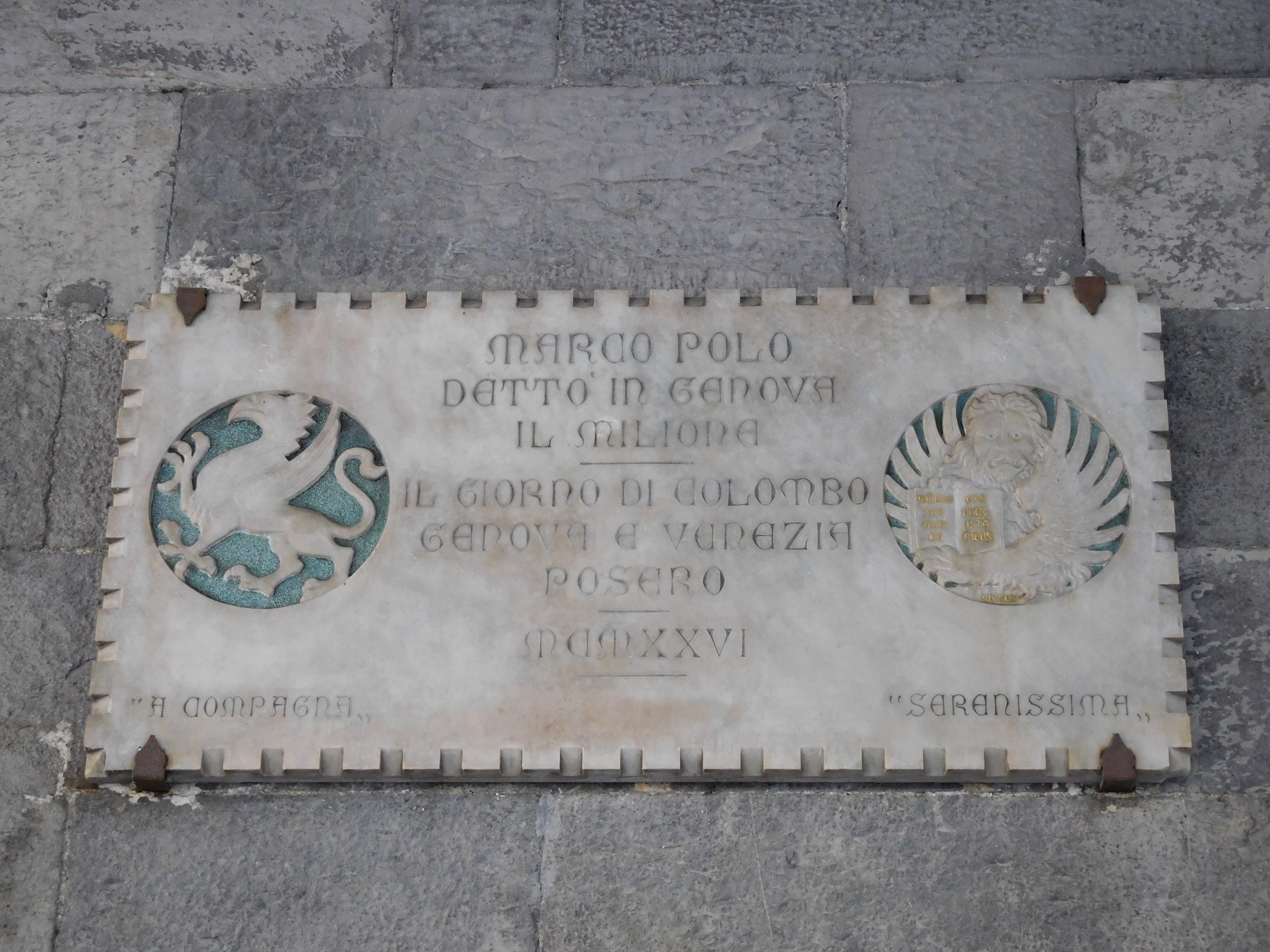
Plaque commémorative du Palazzo San Giorgio de Gênes, prison où il rédige ses mémoires.

Pour l'historien Jacques Heers, toutefois, cet ouvrage n'est pas un récit de voyage, mais un traité encyclopédique fait de souvenirs de « conversations avec les officiers de l'empire mongol [et] de lectures d'ouvrages inconnus en Europe ». La question de la véracité est encore soulevée en 1995 par Frances Wood avec son livre Did Marco Polo go to China?, qui suggère que Marco Polo n'a pas été en Chine. Ce qui a été aussitôt réfuté par plusieurs sinologues, dont Rachewiltz. Philippe Ménard reconnaît que les chiffres donnés par le voyageur « relèvent en partie du vraisemblable, en partie de la rhétorique de l'extraordinaire […] Mais (hormis le rôle prêté aux Polo à Xyangyang) point d'erreur grave dans le livre. Les sources chinoises corrigent parfois, et souvent confirment le texte de Marco Polo ».
En 2012, évoquant la controverse sur la véracité du récit, l'historien Pierre Racine, tout en reconnaissant en Marco Polo certains traits de crédulité propres à un esprit médiéval, voit en lui « Un homme d’une curiosité universelle, observateur attentif des mœurs et des coutumes des hommes » dont le récit « prend la forme d’un carnet de voyage ». Pour cet historien, « Le reportage qu’a laissé Marco Polo de son expédition en Chine demeure de première importance pour l’histoire de l’empire mongol, un témoignage qu’aucun historien occidental ou oriental ne saurait négliger ».
Cette même année, le sinologue Hans Ulrich Vogel, de l'université Eberhard Karl de Tübingen, établit qu'on ne peut trouver dans aucune autre source de l'époque — européenne, arabe ou persane — des renseignements aussi précis que ceux que donne Marco Polo, par exemple sur le format et la dimension du papier, l'utilisation des sceaux, les dénominations du papier monnaie (fabriqué à partir d'écorce de mûrier) ou l'utilisation des coquillages au Yunnan. Pour Mark Elvin, professeur à Oxford, les recherches de Vogel établissent que « dans la très grande majorité des cas, Polo a décrit avec précision des objets matériels, tels les billets de papier monnaie imprimés par la dynastie mongole, qui n'ont que tout récemment été découverts par les archéologues ». En conclusion, note Philippe Ménard, professeur à la Sorbonne, il apparait, à l'examen du Devisement, que Marco Polo « est parfaitement informé », au point que l'on peut supposer qu'il a été « inspecteur et contrôleur […] pour le commerce du sel, des épices et de la soie. Nul ne peut inventer des chiffres pour étayer ses dires, sans avoir eu, au préalable, les comptes financiers sous les yeux ».

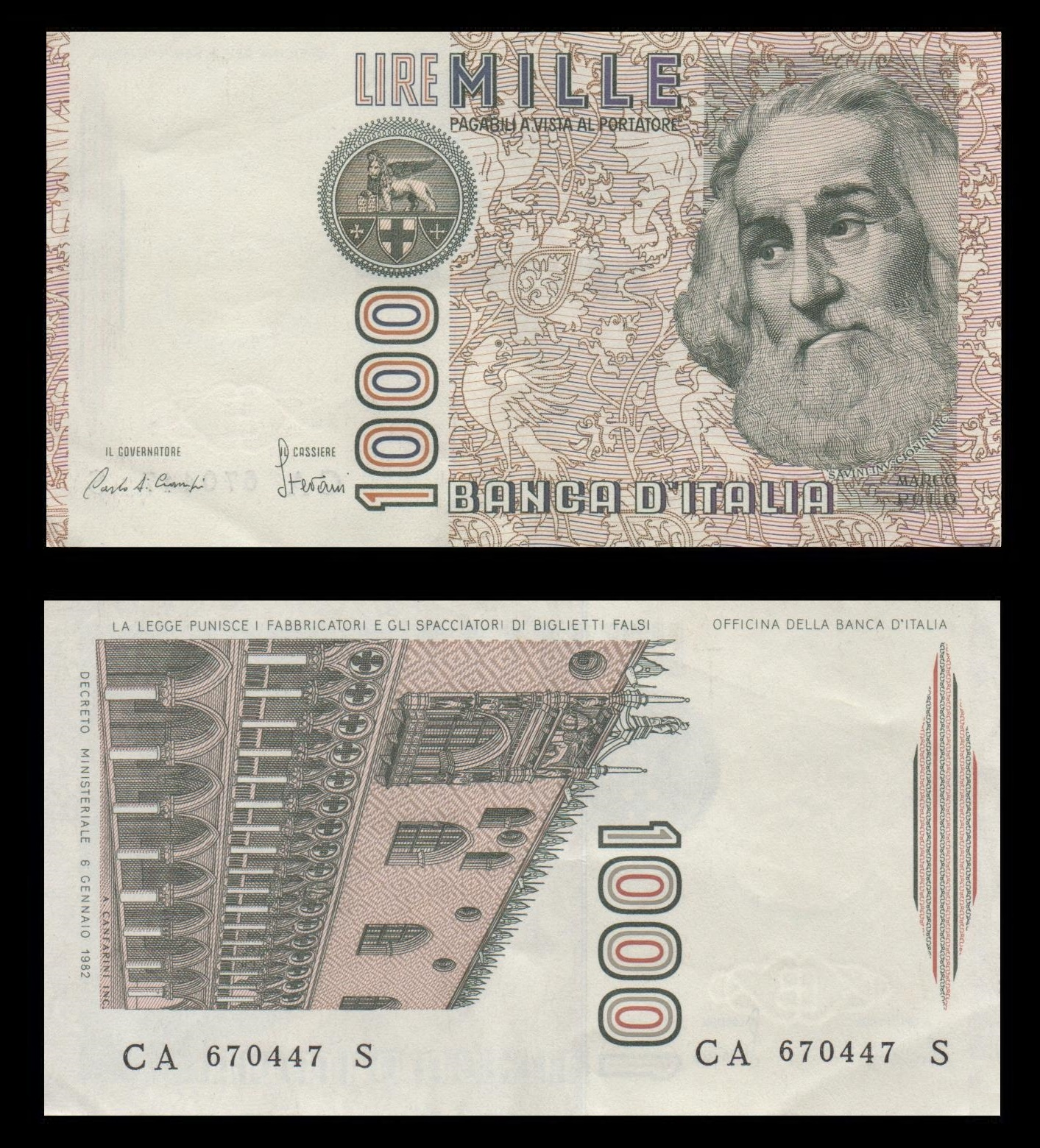
Billets de 1000 lires italiennes (1982-1988)

## Postérité

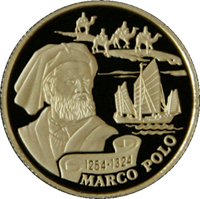
Pièce de monnaie commémorative du Kazakhstan.

Le Livre de Marco Polo eut un succès immédiat et l'Europe, qui venait de perdre des positions en Orient avec l'échec de la dernière Croisade, fut fasciné par ce récit. Henri le Navigateur, Vasco de Gama et Christophe Colomb lurent le livre au moment des Grandes Découvertes. La curiosité scientifique, caractéristique de l'Europe, montre une grande vivacité à ce moment.
En hommage à leur plus célèbre concitoyen, les Vénitiens ont baptisé de son nom leur aéroport international (Aéroport de Venise-Marco-Polo), et les billets italiens de 1 000 lires ont longtemps porté son effigie. Le mouton de Marco Polo (en), appelé aussi mouflon de Marco Polo, est une sous-espèce d’Ovis aries. Le personnage de Marco Polo est le héros de nombreux livres et films.

### Prédécesseurs

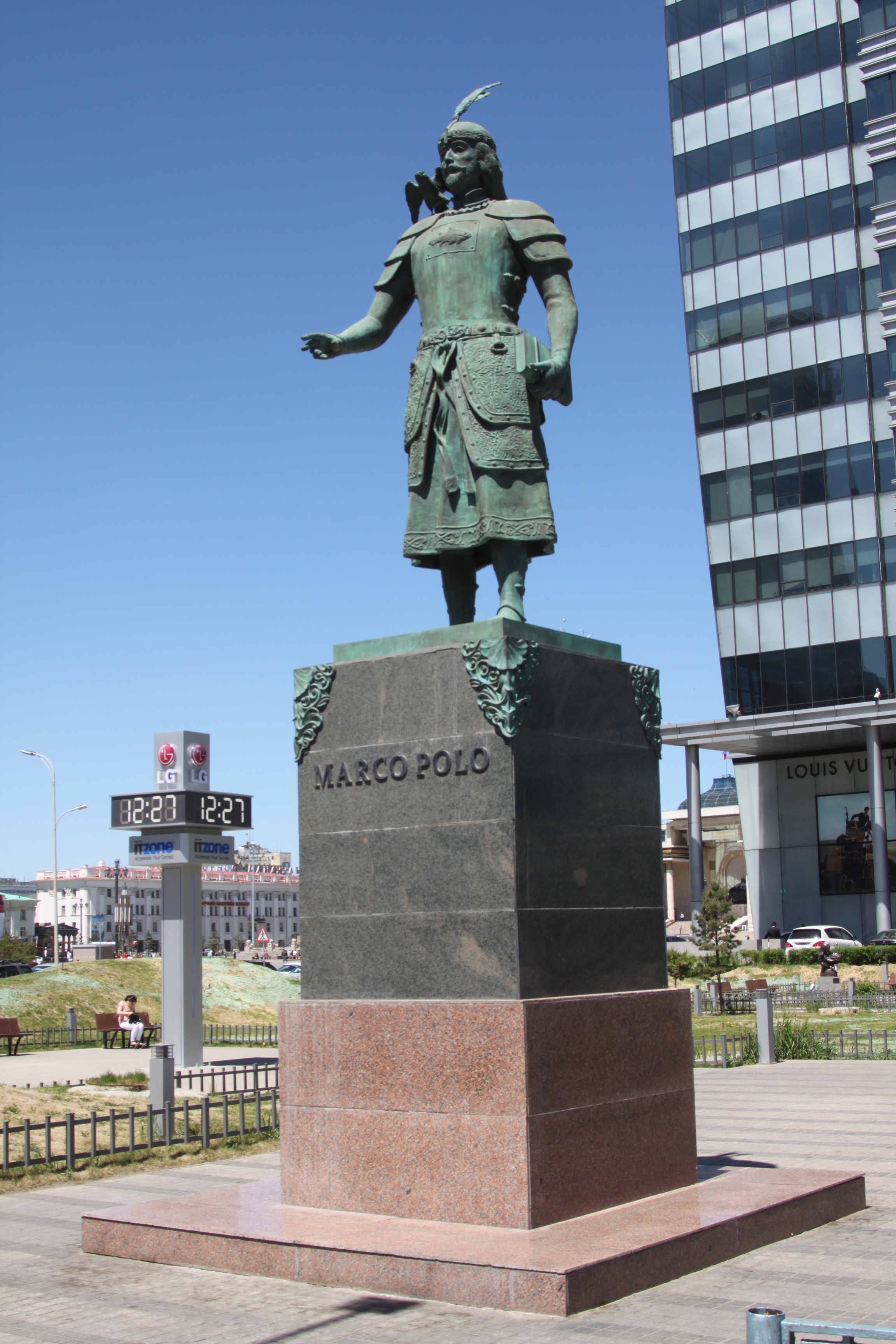
Statue de Marco Polo à Oulan-Bator en Mongolie.

- Alexandre le Grand, qui a été jusqu'en Asie et en Inde, aux portes de la Chine au IVe siècle av. J.-C. (époque hellénistique, bilan du règne d'Alexandre le Grand)
- Relations entre l'Empire romain et la Chine
- Européens en Chine médiévale
- Grandes découvertes
- Chronologie des explorations

### Littérature

#### Roman
- 1972 : Dans son roman Les Villes invisibles, Italo Calvino invente un dialogue entre l'explorateur et le grand empereur Kubilai Khan, dans lequel le premier décrit au second cinquante-cinq villes imaginaires qu'il a visitées.
- 2023 : Marco Polo, Le Devisement du monde, Philippe Ménard, Éditions Paradigme, Orléans, 9782868785329

#### Poésie
- 1990 : Le poète André Velter ouvre son recueil L'Arbre-Seul par un texte sur l'Arbre-Sec, présenté comme le repère géographique au-delà duquel on prenait le risque d'affronter l'inconnu du monde et de défier les interdits religieux[63].

### Filmographie

#### Cinéma
- 1938 : Les Aventures de Marco Polo, de Archie Mayo, avec Gary Cooper dans le rôle de Marco Polo.
- 1962 : Marco Polo (L'avventura di un Italiano in Cina), de Piero Pierotti.
- 1965 :
  - Marco Polo de Christian-Jaque, inachevé.
  - La Fabuleuse Aventure de Marco Polo, de Denys de La Patellière et Noël Howard.
- 2001 : Marco Polo: Return to Xanadu, dessin animé de Ron Merk.
- 2007 : Marco Polo (en), de Kevin Connor, avec Ian Somerhalder.
- 2008 : The Silk Road : The Adventures of Marco Polo (La route de la soie, les Aventures de Marco Polo), de Sergueï Bodrov.

#### Télévision
- 1955 : Marco Polo, épisode de Captain Z-Ro
- 1964 : Marco Polo, épisode de Doctor Who avec Mark Eden
- 1972 : Marco Polo, épisode 33 de The Wonderful Stories of Professor Kitzel
- 1978 : Les Voyages de Marco Polo, épisode de Il était une fois… l'Homme
- 1982 : Marco Polo, mini-série en huit épisodes réalisée par Giuliano Montaldo
- 1998 : The Incredible Adventures of Marco Polo, téléfilm américain de George Erschbamer, avec Don Diamont
- 2006 : La Dynastie des dragons, réalisé par Matt Codd
- 2014 : Marco Polo, série en deux saisons de dix épisodes

### Spectacle
- 1989 : Jean-Louis Foulquier a adapté la vie de Marco Polo en version 'théâtrale' à Gennevilliers.

### Jeux vidéo
- Il apparaît notamment comme un grand explorateur dans le jeu vidéo Civilization Revolution en 2008[64].
- Il est mentionné dans la saga Assassin's Creed, où il est membre de la confrérie des Assassins.
- Les voyages de Marco Polo en Asie, et notamment son séjour à la cour de Kubilai Khan, servent de toile de fond au second opus de la saga Uncharted.

### Gastronomie
- Marco Polo est le nom de l'une des plus célèbres compositions de thés parfumés réalisées par la maison Mariage Frères, s'inspirant de senteurs de fleurs et de fruits de Chine et du Tibet.

### Hommages

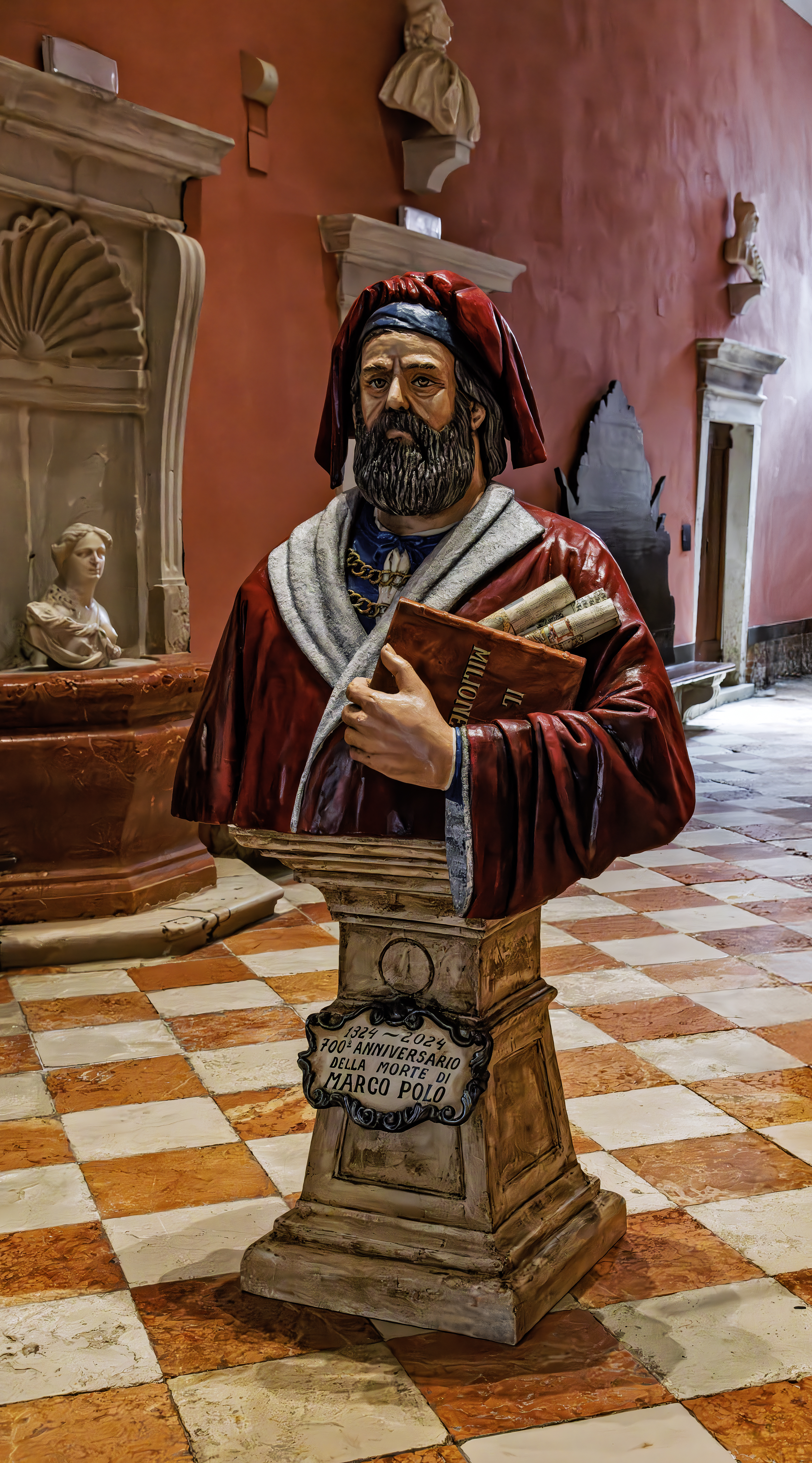
Sculpture pour le 700e anniversaire de la mort de Marco Polo Palais Mocenigo

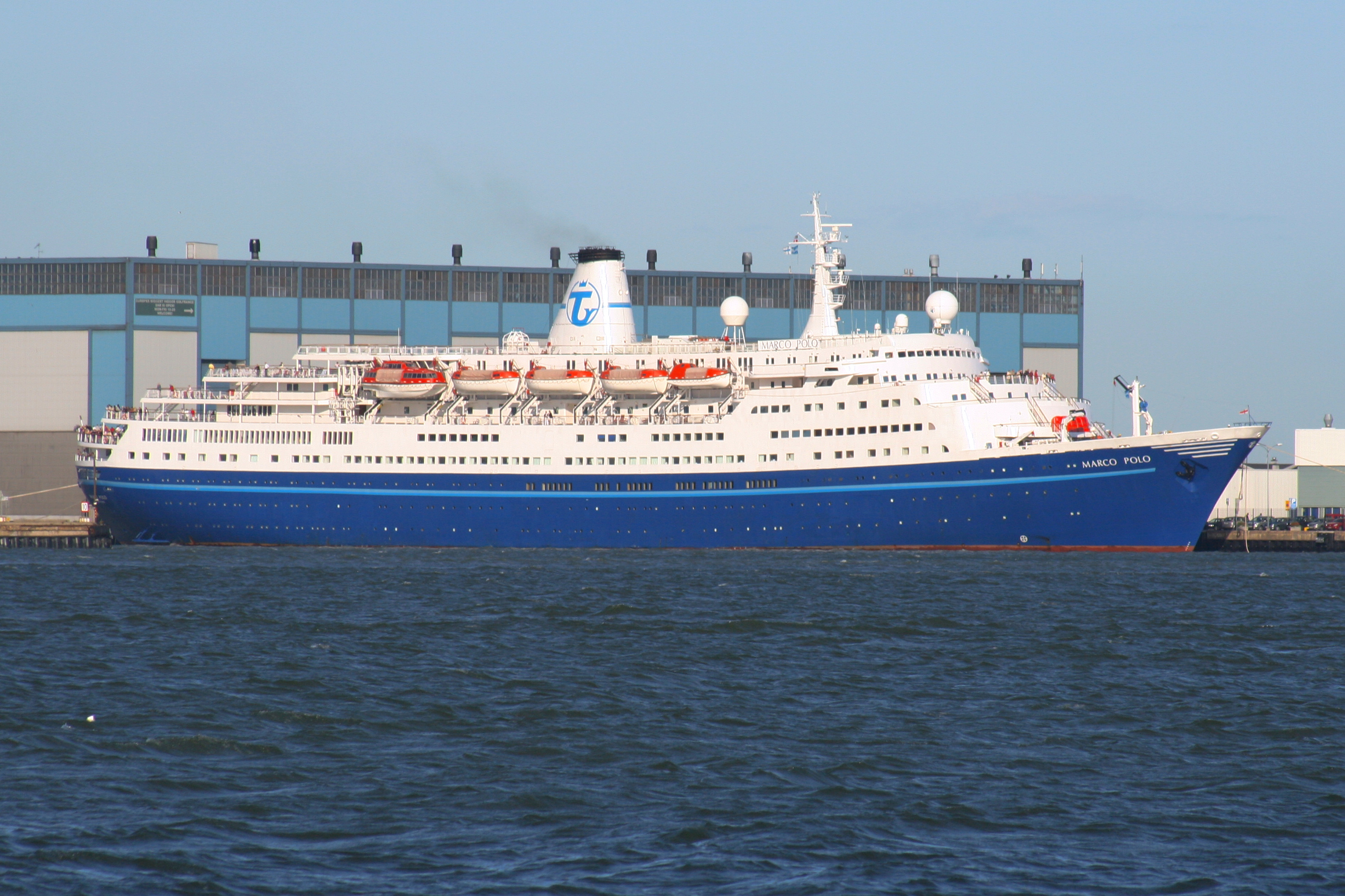
Le paquebot Marco Polo (1991-2021) ex. MS Aleksandr Pushkin

- Le pont Marco-Polo du XIIe siècle, près de Pékin
- L'aéroport de Venise-Marco-Polo
- Le jardin des Grands-Explorateurs Marco-Polo et Cavelier-de-la-Salle du 6e arrondissement de Paris
- De nombreux navires portent son nom, dont le clipper trois-mâts carré canadien Marco Polo, le paquebot Marco Polo (ex MS Aleksandr Pushkin), ou le porte-conteneurs CMA CGM Marco Polo.
- Le cratère lunaire Marco Polo (cratère), de 1961.
- L'astéroïde (29457) Marcopolo, découvert en 1997.